# リヒャルト・クーデンホーフ＝カレルギー
リヒャルト・ニコラウス・エイジロ・クーデンホーフ＝カレルギー（ドイツ語: Richard Nikolaus Eijiro Coudenhove-Kalergi、日本名：青山 栄次郎〈あおやま えいじろう〉、1894年11月16日 - 1972年7月27日）は、クーデンホーフ家とカレルギー家が連携した伯爵一族クーデンホーフ＝カレルギー家の人物で、日本の東京で生まれたオーストリアの国際的政治活動家。汎ヨーロッパ連合主宰者。
汎ヨーロッパ主義（パン・ヨーロッパ主義）を提唱し、それは後世の欧州連合（EU）構想の先駆けとなった。そのため欧州連合の父の一人に数えられる。哲学の博士号があり、地政学に造詣が深く、ジャーナリストとしての顔も持つ。ルートヴィヒ・ヴァン・ベートーヴェンの『歓喜の歌』がヨーロッパのシンボル『欧州の歌』に採択されたのはクーデンホーフ＝カレルギーの提案による。多数の著作を残し、代表作は『汎ヨーロッパ』（1923年）、『自由と人生』（1937年）など。

## 略歴
父はオーストリア＝ハンガリー帝国駐日特命全権大使のハインリヒ・クーデンホーフ＝カレルギー伯爵。母は日本で、ハインリヒの大使公邸の使用人をしていた東京・牛込出身の日本人青山みつ（クーデンホーフ＝カレルギー・光子）。父ハインリヒが在日中に、みつ（旧名）と出会い、日本で結婚（みつは日本国籍を喪失し仏教から夫と同じカトリックに改宗した）。クーデンホーフ＝カレルギー夫妻の7人の子の次男として1894年に東京府に生まれる（彼が生まれた頃、父母の姓はクーデンホーフであり、1903年より父が複合姓のクーデンホーフ＝カレルギーを名乗った）。一家は1896年に日本を離れ、父親の故郷オーストリア＝ハンガリー帝国へ行き（リヒャルトと兄は父母と別の経路で行った）、ロンスペルク城で兄弟姉妹とともに育つ。
父の家系はボヘミア貴族の一つ。ロンスペルクはドイツ語名で、現在はドイツ連邦共和国との国境に近いチェコ領ポベジョヴィツェである。ロンスペルクは廃城であるが、欧州統合運動の先駆けとなったリヒャルトの故地であるため、チェコやドイツ（ヘルムート・コール政権）の政府負担金のほか、日本などからの民間寄付で修復が試みられてきた。またクーデンホーフ母子についての著作があるシュミット村木眞寿美らの働きかけで、敷地内に「平和の石庭」が2015年に設けられている。
1908年、帝都ウィーンのギムナジウムないしボーディングスクールテレジアヌムに入学し、1913年に卒業。テレジアヌムに在学中、『道徳の根本としての客観性』を書いた。1914年にウィーン大学に入学し哲学・近代史を専攻。1917年6月28日にウィーン大学哲学科を卒業、同大学で哲学博士号取得。『客観性即道徳の基本原則』と題された卒業論文が博士論文として認められた。彼は哲学者になりたかった。1914年に始まった第一次世界大戦では兄ハンス（Johannes）と弟ゲオルフ（Gerolf）は徴兵されたが、リヒャルトは若干の胸部疾患があったので徴兵を免れた。オーストリア＝ハンガリー帝国が第一次世界大戦に敗北して帝国内諸国が独立すると、一家は領地のあるチェコスロバキア共和国の国籍となり、兄で長男のハンスがロンスペルクの領主として領地・領民を治めることになった。一家の領地は多くが政府に没収された。ウィーン大学在学中、舞台女優イダ・ローラン（1881年-1951年）と知り合い、駆け落ち同然に同棲を始めた。リヒャルトが城を去る時、交際に反対だった（後述）光子の「ライ、ライ、ライ」という叫び城から響き渡ったと伝わる（日本語の「人さらい」がそう聞こえたとされる）。
1915年4月に19歳の彼は、34歳のイダと結婚、正式な結婚は彼が24歳になってからである。イダの連れ子エリカ（Erika）はクーデンホーフ＝カレルギー家の養女になった。
1923年、最初の妻イダの資金で 汎ヨーロッパ社（Paneuropa-Verlag）を設立し、1924年に発刊した同社の機関誌『Paneuropa』（汎ヨーロッパ）にてジャーナリスト・編集者として働く。クーデンホーフ＝カレルギーは1923年の時点において、第一次世界大戦後の将来的な戦争と、ソ連側・米国側の分断を警告していた。
オーストリアとともに第一次世界大戦で敗れたドイツでは1933年、ナチス・ドイツが政権を握った。ナチスは、ロンスペルクを含むズデーテン地方をドイツ系住民が多いという理由で併合を企図して英仏に認めさせ、続いてチェコスロバキアを解体した。その前にはかつてオーストリア・ハンガリー帝国の中心だったオーストリアがナチス・ドイツに併合されていた（アンシュルス）。
リヒャルト・クーデンホーフ＝カレルギーが主宰し政治活動の拠点としていた汎ヨーロッパ連合（汎ヨーロッパ運動）もナチス・ドイツに弾圧され、1939年の春にフランス共和国の市民権を取得した。以後、終生フランス国籍である。1940年にアメリカ合衆国へ亡命し、ニューヨーク大学のセミナー等 をしながら汎ヨーロッパ運動を継続。1944年にニューヨーク大学教授に認定される。米国亡命中には、クーデンホーフ家のかつての主君の末裔オットー・フォン・ハプスブルク公と協調して（クーデンホーフ家の源流はハプスブルク君主国の伯爵である）リヒャルト・クーデンホーフ＝カレルギー自らを首班とするオーストリア亡命政府の樹立を画策し、米英両国政府に働きかけた。
第二次世界大戦後、1946年にヨーロッパへ帰り、スイスの山岳リゾート地グシュタードに入った。エドゥアール・エリオ（フランス）、フランチェスコ・サヴェリオ・ニッティ（イタリア）、ヴィルヘルム・マルクス（ドイツ）といった大戦で不遇をかこった、旧知を含む欧州各国の政治家らと交流するなどして、汎ヨーロッパ主義への賛同を広げることに努めた。1962年にオーストリア共和国から名誉大銀星勲章（Großes Silbernes Ehrenzeichen mit dem Stern）を受勲した。1967年には生まれて間もなく離れた日本へも帰郷し、勲一等瑞宝章を受勲した。
2度の大戦を一緒に生き抜いた妻イダは1951年に死去。イダは生涯に3回結婚し、イダにはリヒャルトが最後の夫である。リヒャルトは『Ida Roland in memoriam』（1951年、ファイドン出版、ドイツ語）を出版した。1952年にアレクサンドラ・フォン・ティーレ＝ヴィンクラー伯爵夫人（1896年-1968年）と再婚し、1968年にアレクサンドラが死去後、1969年にメラニー・ベナツキー＝ホフマン（1909年-1983年）と再婚した。クーデンホーフ＝カレルギーに実の子はいなかったらしく、知られている義理の子は、イダの娘エリカと、2番目の妻アレクサンドラの息子アレクサンダー（Alexander）である。クーデンホーフ＝カレルギーの血族は途絶えていない。弟のゲロルフは孫のソフィア・ボウイ・マリー（Sophia Bowie Marie）とドミニク・コーネリアス・ヴァレンティン（Dominik Cornelius Valentin）の2人がロンドンで誕生し、弟のドミニクはオーストリア皇帝カール1世の曾孫と2009年に結婚した。

### 死去とその後
1972年にスイス国境付近のオーストリア国内にある村落シュルンスで死去。表向きの死因は脳卒中である。彼の秘書ダッシュ女史によると、彼は自殺したという。彼が偉大であったため、人々を失望させないように彼の自殺は隠蔽されたようである。彼はオーストリアで死にたがっていた。彼が死ぬまで代わることのなかったパン・ヨーロッパ連合のトップの座はオットー・フォン・ハプスブルク公が継承した。
リヒャルトの墓は、ゲシュタードのグルーベン地区、晩年を暮らした山荘を見下ろす場所にある。シュミット村木眞寿美の呼びかけで日本の造園家が墓の整備に協力。
傍らには石塔と、妻イダの棺を納めた小屋がある。日本庭園の枯山水様式の石庭で、野生ブドウに覆われて、慎ましいたたずまいである。彼が墓の碑文に偉大な称号を欲しなかったらしいことが伺われ、碑文はフランス語で「Pionnier des États-Unis d'Europe」（ヨーロッパ合衆国のパイオニア）だけである。

## フリーメイソンリー

### フリーメイソンのロッジ「人道」
リヒャルト・クーデンホーフ＝カレルギーは友愛団体フリーメイソンリーの会員すなわちフリーメイソンである。
汎ヨーロッパ連合のウェブサイトによると、1922年、クーデンホーフ＝カレルギーはフリーメイソンのロッジに参加し、そのロッジとはウィーンにあるロッジ「人道」（Humanitas）である（儀式が1921年12月に行われ、正式な受け入れは年をまたいで1922年になった）。その後は中央ヨーロッパ、フランス、英国、米国のフリーメイソンリーと接触を続けた。後年スペイン語で翻訳出版されたクーデンホーフ＝カレルギー著『汎ヨーロッパ』の略歴紹介によると、1922年がロッジ「人道」でクーデンホーフ＝カレルギーがフリーメイソンリーに入会（スペイン語: iniciado）した年である。
ナチス・ドイツは1938年に発行した『Die Freimaurerei Weltanschauung Organisation und Politik』（ベルリン、F. Eher発行、著者: ディーター・シュヴァルツ、序文: ラインハルト・ハイドリヒ保安警察長官）でクーデンホーフ＝カレルギーがフリーメイソンである件について記述し、クーデンホーフ＝カレルギーはチェコスロバキア外務大臣エドヴァルド・ベネシュ（首都プラハで入会）と同一のグランド・オリエント・ロッジに所属する高位階級のフリーメイソンリー会員であるというのがナチス・ドイツの調査である。この書籍は後の版でエルンスト・カルテンブルンナー親衛隊上級地区司令官が序文を寄せ、最終版は1944年の第6版となった。また英訳版があり、『Freemasonry Its World View Organization and Policies』の英題で発行された。
彼は1926年にロッジ「人道」を辞めた。パン・ヨーロッパ運動とフリーメイソンリーが関係しているという批判が当時あったからである。同じ頃、ドイツにおいてはグスタフ・シュトレーゼマンがフリーメイソンであると当時広く知られドイツの愛国主義者からフリーメイソンであることを批判の好材料にされていた（そのようなドイツの状況を理解しない他国のフリーメイソンからの対応にシュトレーゼマンは悩んでいた）。クーデンホーフ＝カレルギーが「人道」OBとなってからもなお、ナチスは彼と彼の汎ヨーロッパ運動を葬り去ろうとしていた。
クーデンホーフ＝カレルギーも、彼は彼で「友愛」（ドイツ語: Brüderlichkeit）というフリーメイソンの理念であるその言葉を1937年の著書『自由と人生』（Totaler Staat Totaler Mensch）、1968年の著書『友愛の世界革命』（Für die Revolution der Brüderlichkeit）などにおいてその後も用いていた。

### フリーメイソンたちの欧州統合構想
クーデンホーフ＝カレルギーが汎ヨーロッパ運動を開始すると、ヨーロッパ各地のフリーメイソンリーが彼を後援に招くなど汎ヨーロッパ運動を支援した。クーデンホーフ＝カレルギー以前に欧州統合へ言及したフリーメイソンは、例えばヴィクトル・ユーゴー である（1849年の平和会議）。イタリア統一の中心人物としてクーデンホーフ＝カレルギーが言及したジュゼッペ・マッツィーニ は、イタリアのグランド・オリエント・ロッジ（Grande Oriente d'Italia）で代表者（グランド・マスター）を務めたフリーメイソンである。
1911年にノーベル平和賞を受賞したユダヤ系の平和主義者アルフレート・フリートはウィーンのロッジ「ソクラテス」に所属するフリーメイソンである。クーデンホーフ＝カレルギーはフリートが1910年に書いた『パン・アメリカ』（Pan-Amerika）を読み、感銘を受けた。フリートの死の翌年となる1922年に始まったクーデンホーフ＝カレルギーによるパン・ヨーロッパの運動に、フリートの平和主義は受け継がれた。パン・ヨーロッパ連合の初代事務局長は、ウィーンのロッジ「未来」（Zukunft）に所属するフリーメイソンのユダヤ系学者フレデリック・ヘルツ（Frederick Hertz）が就任した。パン・ヨーロッパ連合が構想された1922年のウィーンにおける第29回世界平和会議においてオーストリアのグランドロッジ事務局長を務めるフリーメイソンのウラジミール・ミサール（Wladimir Misar）が開会スピーチを行った。
ロッジ「人道」を1926年に辞めたクーデンホーフ＝カレルギーであるが翌年に早速フリーメイソンのアリスティード・ブリアンが パン・ヨーロッパ連合の初代名誉会長に就任した。

#### 欧州の歌
1929年、クーデンホーフ＝カレルギーはヨーロッパのシンボルとなる『欧州の歌』としてベートーヴェンの『歓喜の歌』を提案し、1955年には欧州評議会の広報部長に手紙で提案を打診した。
『歓喜の歌』の歌詞のもとになったフリーメイソンのシラー の詩は、シラーの親友でフリーメイソンクリスティアン・ゴットフリート・ケルナーの求めに応じてドイツのドレスデンにあるフリーメイソンのロッジ「三振りの剣と緑のラウテ上のアストレア」（Zu den drei Schwertern und Asträa zur grünenden Raute）の音楽付きの儀式のために1785年に書かれたものであり、それは（友情の絆により結束した平等な人々の社会という）メイソンの理想を描写するものである。
クーデンホーフ＝カレルギーの1955年の提案により、欧州評議会の閣僚委員会は1972年1月に欧州の歌への『歓喜の歌』の採択決定を公式発表した。欧州は極めて多種の言語のため歌詞は非公式であるが、カナダのグランドロッジによると作曲したベートーヴェンがフリーメイソンである有力な根拠がある。

## 思想

### 初期の著書に見られる貴族論等
青年時代のクーデンホーフ＝カレルギーは彼の名を知らしめた「汎ヨーロッパ」構想以外に著書『Adel（貴族）』（1922年） 等の出版がある。彼自身貴族である彼がそれらの著書において考える「貴族」とは、単に伝統的貴族ではなく、人類が更なる高みに上るために必要な指導者・先駆者となる者である。貴族には美があり、その基本となるのは肉体的、精神的、知的な美である。彼によるとヨーロッパ貴族は英国のフェアプレイ精神・騎士道精神のジェントルマン型、フランスの芸術家気質のボヘミアン型、ドイツの貴族、官僚、将校、大地主政治家など武勇気質のジークフリート型があり、優れているのは英国のジェントルマン型である。
また「技術」とは人類が期待する転換期をもたらすものであり、前人未踏の新しいエネルギー源を発見する発明家が現れてその転換期が到来し、その発見は人類を飢餓、凍死、強制労働から解放する。しかしながら技術は戦争につながるのでヨーロッパは「平和主義」であるべきで、そのための汎ヨーロッパ運動であり、その運動は平和主義者の貴族が行うのであるという。
名誉、金銭、生命を犠牲にして平和を勝ち取るという彼の戦闘的な平和主義や、「新しい貴族」（精神貴族）によるそれらの実践的理想主義は、ヨーロッパで大部分の平和主義者からの支持を得るまでには至らなかったが、若い平和主義者からの支持を得ることができた。

### 汎ヨーロッパ主義

#### 概略

##### 汎ヨーロッパ連合の設立

クーデンホーフ＝カレルギーが結成した汎ヨーロッパ運動の1923年の旗。金色の太陽と赤十字は運動の象徴であり、赤十字は十字軍、太陽はアポローン。これはヒューマニティーと精神の象徴である。
クーデンホーフ＝カレルギーが1950年に欧州議会にヨーロッパのシンボルとして使用する案として提出した覚書によると、それは「金色の太陽」「赤十字」「青空」の組み合わせである。
後年、欧州旗のスターリングが太陽の周囲に追加された。

クーデンホーフ＝カレルギーの汎ヨーロッパ運動は1922年10月に始まった。彼は汎ヨーロッパの構想を新聞紙上で発表した。1922年11月15日、『Vossischen新聞』の「Paneuropa-ein Vorschlag」という記事の中で最初に発表され、11月17日に『Neuen Freien Presse』でも発表された。ほとんど無名であった彼の記事にわずか51名ばかりが賛同してきたという。
1923年に単行本『汎ヨーロッパ』（パン・ヨーロッパ）を著しセンセーションを起こし、汎ヨーロッパ運動は組織化されていった。本は数週間、友人の城に籠って完成させた。
「Jedes große historische Geschehen begann als Utopie und endete als Realität.」（全ての偉大なる歴史的事象は理想から始まり現実に帰することになった。）という文言がドイツ語の本書に付され、これは本書『汎ヨーロッパ』におけるモットーである。
本は「全欧州の青年に告ぐ」という文言で始まり、「汎ヨーロッパ連合に加入します」というハガキが付き、初めの1か月に100人余りが申し込んだ。1926年までにドイツ語版『汎ヨーロッパ』は16000部が購入され、これは当時のベストセラーといえる発行部数である。この本は各ヨーロッパ言語や日本語、中国語に相次いで翻訳された。当時イタリア語、ロシア語には翻訳されなかった。
オーストリア共和国政府の支援もあり、1926年に24か国の代表による第1回汎ヨーロッパ会議をウィーンで開催し、2,000人以上の政治家・論客が参加した。汎ヨーロッパ運動の本部は彼の一族の旧主君ハプスブルク家の旧王宮「ホーフブルク宮殿」（ウィーン）に置かれた。
クーデンホーフ＝カレルギーの『汎ヨーロッパ』の要旨は、第一次世界大戦後のヨーロッパは戦勝国・敗戦国ともに大損害を被っているにも拘らず分裂しているが、ヨーロッパはロシア（ソビエト連邦）の脅威に対抗しなければならず、米国と経済競争をしなければならない、というものである。欧州は統合することによって、勃興する米国、日本、ソ連に対抗することができるのである。
この対外的な対決姿勢の部分は米国で出版された英語版の『Pan-Europe』からは除外され、モットーの「歴史」の部分は「政治」に変更され「Every great political happening began as a Utopia and ended as a Reality.」となっている。

##### 世界連邦
1919年のある日、クーデンホーフ＝カレルギーは地球儀を眺めて世界のブロック化に思い至った。
欧州の統合を目指したクーデンホーフ＝カレルギーが、欧州統合の先に目指すところは世界が1つになること、世界連邦である。世界連邦に至る過程において、世界の諸地域は5つの地域国家群（ブロック）に分けられ、それは「ヨーロッパ」（植民地含む）と「南北アメリカ」「東アジア」「イギリス連邦」「ソビエト連邦」であり、最終的に世界連邦を形成するのである。
クーデンホーフ＝カレルギーは世界連邦運動をアインシュタインやバートランド・ラッセルらとともに提唱し、世界連邦建設同盟（World Federation Movement）が発足した。

##### 支持者

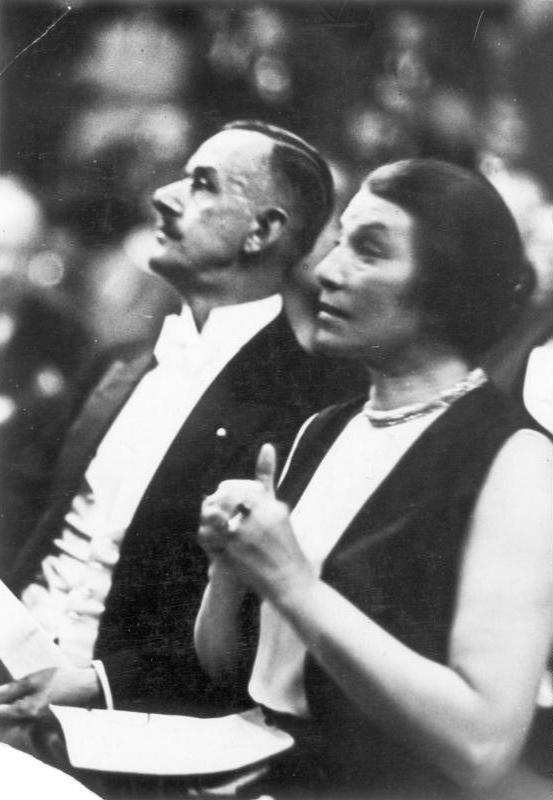
1930年、ベルリンの音楽協会におけるパン・ヨーロッパ会議（Paneuropa Kundgebung）。参加者のクーデンホーフ＝カレルギー伯爵夫人イダ・ローランと小説家トーマス・マン。イダの左隣はリヒャルト・クーデンホーフ＝カレルギー伯爵の席。イダもスピーチを行った。

当時クーデンホーフ＝カレルギーの「汎ヨーロッパ」を支持した政治指導者は、エドゥアール・エリオ（仏首相）、アリスティード・ブリアン（1926年ノーベル平和賞受賞者、フリーメイソン）、グスタフ・シュトレーゼマン（同1926年ノーベル平和賞受賞者、フリーメイソン）、ウィンストン・チャーチル（英自治領植民地大臣、英首相、フリーメイソン）、レオ・アメリー（英自治領植民地大臣、フリーメイソン）、イグナーツ・ザイペル（オーストリア共和国連邦首相）、トマーシュ・マサリク（チェコスロバキア共和国大統領）などの人物である。文化人では、ハインリヒ・マン（作家）とその弟トーマス・マン（ノーベル文学賞作家）、ゲアハルト・ハウプトマン（ノーベル文学賞作家）、シュテファン・ツヴァイク（ユダヤ系の作家）、フランツ・ヴェルフェル（ユダヤ系の作家）、リルケ（ユダヤ系の詩人）、ヴァレリー（詩人）、リヒャルト・シュトラウス（作曲家）らが賛同した。アインシュタイン（ノーベル物理学賞物理学者、ユダヤ系）、フロイト（精神分析学者、ユダヤ系）らも賛同した。
ユダヤ系の銀行家マックス・ヴァールブルク（M・M・ヴァールブルク&CO社）は1924年初期、金マルクで調達した資金を汎ヨーロッパ運動に提供し、その額は60,000金マルクであった。
マサリクはクーデンホーフ＝カレルギーを支持こそしたものの、クーデンホーフ＝カレルギーが「ヨーロッパ合衆国のジョージ・ワシントン」としてマサリクを担ぎ上げるという誘いには「時機尚早」として乗らなかった。もし自分が35歳であったなら（若かったなら）、とマサリクは、そこまで乗り気ではない一因を後年に語った。またマサリクは、息子のヤン・マサリクはフリーメイソンリーに入会したが、自身はフリーメイソンリーをカトリックにとってやましい団体と思っていた。初代米大統領ジョージ・ワシントンはフリーメイソンであり、米国に彼のフリーメイソン記念館「George Washington Masonic National Memorial」が1922年に着工、1932年に完成し、ジョージ・ワシントンがフリーメイソンであることは特に有名である。クーデンホーフ＝カレルギーとマサリクのこの面会は、クーデンホーフ＝カレルギーが1922年に新聞紙上にパン・ヨーロッパ論を投稿するより以前に行われた、パン・ヨーロッパ運動の最初期の試みである。マサリクは「君は、この思想を実現すべく励まなければならない人だ。君がヨーロッパ合衆国のジョージ・ワシントンになってほしい。ヨーロッパ合衆国は、いつか現実のものとなるに違いない」とクーデンホーフ＝カレルギーに言った。
ブリアンは1927年に汎ヨーロッパ連合初代名誉会長になった。クーデンホーフ＝カレルギーは1930年から「ヨーロッパの日」を提案し、1932年にはブリアンの「覚書」（1930年5月17日）を記念してその「覚書」の日を毎年祝うという提案をした。しかし「覚書」の内容に関しては、経済統合よりも政治統合を優先したことにより、ヨーロッパへの吸収を拒むイギリスから不興を買っていたうえ、クーデンホーフ＝カレルギーも「覚書」を望ましく思っていなかった。
ウィンストン・チャーチルは1946年の「チューリッヒ演説」でヨーロッパ合衆国を提唱し、演説では英国とヨーロッパを分けた。演説の文面はクーデンホーフ＝カレルギーの協力があった。現実には英国（イギリス）はクーデンホーフ＝カレルギーが死去した翌年の1973年に欧州諸共同体（石炭鉄鋼、経済、原子力）に加盟し、後の欧州連合の加盟国になった。
クーデンホーフ＝カレルギーがウィーン大学在学中にウィーン大学教員であったユダヤ系学者ルートヴィヒ・フォン・ミーゼスも米国に亡命して、1945年ニューヨーク大学教授に就任した。ミーゼス博士はパン・ヨーロッパのために通貨を研究した。

##### 壮年から老年にかけて
1946年11月にクーデンホーフ＝カレルギーが西ヨーロッパの国会議員に実施した「あなたは国際連合の枠内で欧州連邦を設立することに賛成であるか」というアンケートは、1290人が賛成、39人が反対、2584人は回答がなく、翌年、記者会見で結果を発表した。賛成をした国会議員で構成するヨーロッパ議員同盟（EPU: European Parliamentary Union）を1947年に設立し、事務局長に就いたのはクーデンホーフ＝カレルギーであり、彼は唯一、国会議員ではなかった。この議員同盟は1952年に欧州運動（European Movement）に吸収された。
クーデンホーフ＝カレルギーは1950年代以降、汎ヨーロッパ会議も継続していたが、懐古的保守と見なされるようになり保守層からの一定の支持はあったものの、かつてのような欧州統合の主役ではなかった。欧州連合（EU）に至る過程において、シューマン宣言（1950年）のロベール・シューマン、シューマン宣言を構想したジャン・モネらがクーデンホーフ＝カレルギーと同時代に活躍した。欧州における定説では、シューマンプランが欧州を生み、シューマンプラン構想・欧州石炭鉄鋼共同体設立のジャン・モネが「EUの父」であるという。筑波大学教授・東京大学特認教授のハラルド・クラインシュミット（Harald KLEINSCHMITDT）によると、クーデンホーフ＝カレルギーの思想上の価値観はほとんどの人々にとっては魅力がなかったうえ、矛盾に満ち、また貴族のエリート意識があり、不適切な理想主義的価値観の尊重がなされ、さらに（キリスト教における）宗教上の派閥主義が原因となり、汎ヨーロッパ主義は時流に取り残されたのである。
1955年、クーデンホーフ＝カレルギーが欧州の歌を提案するにあたり、以前ヨーロッパの日の提案が拒否されたのでこのような提案をするのが恐くなっていると、当時欧州評議会の広報部長であったポール・レビ博士（Paul M. G. Lévy）に「Cher Ami」（愛する友よ）と手紙を書き、16歳若かったこの博士からは「Mon cher comte」（親愛なる伯爵へ）、ヨーロッパの日とは逆にこれは問題なさそうであり、ただ、現在の状況はふさわしい時期にはないという返事であった。レビ博士はヨーロッパのシンボルの旗を定めることに貢献し、後に旗は欧州旗として定まった（レビ博士は手紙で欧州評議会のエンブレムに関して触れている）。
1958年以降、フランスのドゴールに傾倒しつつもドゴールの個性は強く、付き合いづらい相手であった。

#### 植民地への見解
クーデンホーフ＝カレルギーが世界連邦として世界を5ブロックに分けたうちの1ブロック「ヨーロッパ」とはヨーロッパ諸国の植民地を含めた範囲であり、英国は広大な植民地を領有しているのでそれら植民地が含まれる「イギリス連邦」を1ブロック化した。
著書『汎ヨーロッパ』（1923年）の欧州統合にはアフリカと東南アジアが入っている。著書でヨーロッパとアフリカは政治的・経済的に同等ではなかったため、1927年に『汎ヨーロッパ』のフランス語版が出版されたフランスでは、アフリカをヨーロッパの経済的後背地と考える「ユーラフリック」（Eurafrique）論者たちが『汎ヨーロッパ』を好意的に受けとめた。1927年フランス語版は、1923年ドイツ語原書の出版以降の動向に関して新たに付け加えられた。
1931年に発表したフランス語の書籍『La lutte pour l’Europe』（欧州のための戦い）でクーデンホーフ＝カレルギーは西アフリカを欧州の庭にして欧州で共同開発をするという提案をした。
クーデンホーフ＝カレルギーはイタリアのムッソリーニ政権がエチオピアの再植民地化を目的に行ったエチオピア侵攻（第二次エチオピア戦争: 1935年-1936年）をヨーロッパ全体にとっての利であるということで支持している。欧州列強によるエチオピアへの態度はアフリカを「汎アフリカ主義」へ向かわせる大きな影響を及ぼすことになった。第二次大戦後、欧州統合の構想に刺激され、アフリカの知識人たちは「汎アフリカ」を提唱した。こうしたパン・アフリカ主義というものはクーデンホーフ＝カレルギーのパン・ヨーロッパ運動以前から起きていたものであり、アフリカの人々によるパン・アフリカ主義の精神は1963年にアフリカ統一機構として結実し、さらに後の2002年に欧州連合（EU）をモデルとしてモロッコ王国を除く全てのアフリカ諸国が加盟するアフリカ連合（AU）を発足させた。
1950年代にアフリカで脱植民地化が始まり、アメリカ合衆国においてもアフリカ系アメリカ人（黒人）の公民権適用と人種差別撤廃の運動が始まった（アフリカ系アメリカ人公民権運動）。
著書『汎ヨーロッパ』においてはアフリカ大陸が独立の地域でないことに限界があり、この著書において彼は植民地を当然存続するものと考えるが、第二次大戦後の彼からは、そのような植民地主義の考えは随分と影を潜めた。
クーデンホーフ＝カレルギーは東南アジアに関しては、ヨーロッパ・オランダの植民地であったインドネシア（オランダ領東インド）を「汎アジア」ブロックが実現したならばそちらに差し上げてもよいということを1925年に日本の外交官永富守之助（鹿島守之助）に言っていた。クーデンホーフ＝カレルギー「5ブロック」構想の一角「東アジアブロック」において日本は既に台湾や朝鮮半島を植民地化していた。

#### ユダヤ教への見解
クーデンホーフ＝カレルギーはカトリックのキリスト教徒として育てられた。
ユダヤ系の俳優イダ・ローランと結婚したクーデンホーフ＝カレルギーは、第1回汎ヨーロッパ会議が開催された1926年に、ユダヤ系メディアのインタビューに対し、彼の汎ヨーロッパ運動によりヨーロッパのユダヤ教徒に特別な支援をする意思を表明し、またヨーロッパ合衆国はユダヤ教徒に有益であり、民族的憎悪と経済的敵愾心をなくすであろうと言った。
クーデンホーフ＝カレルギーはナチスの民族的ナショナリズム・ゲルマン民族至上主義を批判した。民族平等の考えは、父ハインリヒの影響も見受けられ、ハインリヒは民族平等論者でユダヤ教徒への差別などを批判し、『ユダヤ人排斥主義の本質』という本も書いている。リヒャルトは1937年、『Judenhaß!』（ユダヤ教徒への憎悪!）を出版した。

#### イスラームの位置付け
クーデンホーフ＝カレルギーの分析によると世界で4つの文化が形成を開始し、その4つは、ヨーロッパ、イスラーム、インド、東アジアに分類されている（ヨーロッパ文化はアメリカ、オーストラリア、南アフリカが含まれる）。
クーデンホーフ＝カレルギーが1950年に欧州評議会に提出したヨーロッパの旗に関する覚書には、パン・ヨーロッパ運動に使用しているデザインを用いてヨーロッパの旗を作り、青色がヨーロッパの色になるだろうという記述がある。青地をヨーロッパの色にしようと思ったのは、他の色が他で意味付けがされているからということがあり、緑はイスラーム、赤、黄色、黒、白もそれぞれの意味があるのだという。覚書の案は、欧州評議会加盟国でイスラム教が主流のトルコが「十字」に難色を示したので採用されなかった。
汎ヨーロッパ連合スペインのウェブサイトに載せられた2014年最新版では、汎ヨーロッパ連合の5原則と目標の1つに「イスラム教とユダヤ教によるヨーロッパの歴史と文化に対する役割に敬意を込めて、キリスト教の価値と信仰に基づくヨーロッパのアイデンティティを保持すること」が挙げられている。

#### ドイツ・オーストリア関税同盟事件
クーデンホーフ＝カレルギーの「汎ヨーロッパ」の過程には「欧州関税同盟」の構想がある。オーストリアでは1929年からの世界恐慌下にある1931年に、前オーストリア共和国連邦首相の外務大臣ヨハン・ショーバーがクーデンホーフ＝カレルギーの「汎ヨーロッパ主義」をドイツとの経済協力のための大義として主張したが、第一次世界大戦の戦勝国フランスによる経済制裁でオーストリア最大の銀行クレジット・アンシュタット（Creditanstalt）は1931年5月に破綻。ショーバーは失脚し、その後、ナチスが台頭することになった（ドイツ・オーストリア関税同盟事件）。フランスはドイツ・オーストリア関税同盟からドイツとオーストリアのアンシュルスを連想し、アンシュルスによりドイツ民族が中欧を支配することを強く警戒していた。
クーデンホーフ＝カレルギーは1931年に『Brüning - Hitler: Revision der Bündnispolitik』（ブリューニング - ヒトラー: 同盟政策の変更）という31ページの本を自身の汎ヨーロッパ社から出版している。ドイツの首相ハインリヒ・ブリューニング（Brüning）はドイツ・オーストリア関税同盟事件のドイツ側の当事者であり、事件後に首相を辞任。躍進したヒトラーのナチスに暗殺される危険（長いナイフの夜#ドイツ政界の噂）があったブリューニングはアメリカ合衆国に亡命した。
1932年にスイスのバーゼルで開催された第3回汎ヨーロッパ会議ではナチス・ドイツへの反対を決議した。

#### リヒャルト・クーデンホーフ＝カレルギーとアドルフ・ヒトラー
ナチス・ドイツの指導者アドルフ・ヒトラーは、クーデンホーフ＝カレルギーと同時代の政治家であり、クーデンホーフ＝カレルギーと同じく父親はオーストリア＝ハンガリー帝国の役人である。ヒトラーはクーデンホーフ＝カレルギーより5年早く、オーストリア＝ハンガリー帝国の税関職員アロイス・ヒトラーとヒトラー家の家政婦クララとの間にオーストリアのブラウナウで生まれた。

##### 対立
ヒトラーは自著『我が闘争』（1925年-1926年）に続いて1928年に完成させた生前未発行の口述筆記の自著『Zweites Buch』（第二の書; 続・我が闘争）の中でクーデンホーフ＝カレルギーを「Allerweltsbastarden Coudenhove」（全世界的・全宇宙的な混血人間、クーデンホーフ）と記述している。ヒトラーは教育水準の高い知識人が嫌いで、貴族のような上流階級も嫌いであった（アドルフ・ヒトラー#対人関係）。ヒトラーにしてみればクーデンホーフ＝カレルギーは、根無し草のコスモポリタンでエリート主義の混血種族が、ハプスブルク家に仕えていたクーデンホーフ家の祖先の失敗を大々的に再開しようとしているのであった。
1932年の第3回汎ヨーロッパ会議はヒトラーを指弾した。1933年、ヒトラーがドイツ首相に就任し（1月）、汎ヨーロッパの書籍はドイツで禁止され、焚書（焼却）となり、汎ヨーロッパ連合のドイツ支部は解体された。1935年第4回汎ヨーロッパ会議（ウィーン）は国家社会主義が議題になった。1937年にクーデンホーフ＝カレルギーは20世紀の2つの全体主義に関する書籍『Totaler Staat Totaler Mensch』（トータラー・スタート トータラー・メンス; 全体国家 全体人間）を汎ヨーロッパ社から発行した。1938年にナチス・ドイツはクーデンホーフ＝カレルギーがフリーメイソンリーの会員であることを記述した書籍『Die Freimaurerei Weltanschauung Organisation und Politik』（フリーメイソンリー 世界観 組織と政策）を発行した。
ナチス・ドイツの「ナチズム」は反ユダヤ主義が組み込まれ、ヒトラー自身も反ユダヤ主義である。ナチスはフリーメイソンリーをユダヤ教に関連する団体と位置付け、クーデンホーフ＝カレルギーによる汎ヨーロッパの組織を国際的なフリーメイソンリーの担い手と見なした。
「ナチズム」のヒトラーにとって「汎ヨーロッパ主義」は邪魔であり、1938年のドイツによるオーストリア併合（Der Anschluß Österreichs an das Deutsche Reich）の前夜、クーデンホーフ＝カレルギーは妻イダを連れてチェコスロバキア、ハンガリー、ユーゴスラビア、イタリアを経てスイスへ逃避行を余儀なくされた。ホーフブルク宮殿の汎ヨーロッパ運動本部はナチスに占拠され、約4万点に及ぶ書類が処分された。1939年にドイツ、スロバキア、ソ連によるポーランド侵攻が開始し、第二次世界大戦に発展した。フランスを汎ヨーロッパ運動の本拠にするも、1940年にフランスがドイツの手に落ちると、スイスを経て、ポルトガルの首都リスボンに着き、英国亡命は査証手続き難航により中止。最終的にアメリカ合衆国へ（ここでも査証に苦戦を強いられたが）亡命、1940年8月中旬にリスボンからニューヨークへ渡航した。妻イダと娘のエリカは1940年6月にスイスを経てリスボンからニューヨークへ渡航した。ドイツ軍は1940年7月、英国上陸作戦（アシカ作戦）の口火を切り、バトル・オブ・ブリテンを開始した。亡命の翌年、日本が米国に真珠湾攻撃を行い（1941年12月8日）、太平洋戦争が勃発。ヒトラーは米国に宣戦布告した（12月10日）。
米国亡命中はヒトラーが嫌っていた学者となり、ニューヨーク大学にてセミナー等をこなす。1943年の第5回汎ヨーロッパ会議は亡命中の米国で行われ、チャーチルが参加した。1943年7月22日、クーデンホーフ＝カレルギーはユダヤであるという理由でナチス・ドイツからウィーン大学哲学博士号を剥奪された。ニューヨーク大学では1944年に教授認定を受けた。
欧州戦線も大詰めの1945年4月30日にヒトラーは自決（アドルフ・ヒトラーの死）。翌月、ナチス・ドイツは降伏し、ヒトラーとナチス・ドイツによるヨーロッパの席巻は終焉した（欧州戦線における終戦）。クーデンホーフ＝カレルギーは戦後の1947年にヨーロッパ議員同盟を創設するなど、ヨーロッパ共同体の進展に尽力した。
ナチス・ドイツに剥奪されたウィーン大学博士号は1955年5月15日に再授与を受けた。
ヒトラーの未発行本『第二の書』（続・我が闘争）は、1961年に発行された。クーデンホーフ＝カレルギーの汎ヨーロッパ社1937年『Totaler Staat Totaler Mensch』（トータラー・スタート トータラー・メンス）は1939年に逆の題名『Totaler Mensch Totaler Staat』（トータラー・メンス トータラー・スタート）でHerold社から再発行され、1965年にHerold社から『Totaler Mensch Totaler Staat』が再・再発行された。

##### 文化芸術に対する境遇
リヒャルト・クーデンホーフ＝カレルギーとアドルフ・ヒトラーは華やかな世紀末ウィーンの文化を体験した。クーデンホーフ＝カレルギーはその時代にあって「ヨーロッパの三大美人」 と評され、そしてまたユダヤ系であった 大物俳優イダ・ローランと結婚し、1920年代になると彼はヨーロッパ文壇の寵児であった。1920年代のヨーロッパ文壇においてはパリにヘミングウェイ（1926年『日はまた昇る』、1929年『武器よさらば』）ら「失われた世代」もいた。
クーデンホーフ＝カレルギーの一族と芸術のかつての縁では、ポーランド貴族の曾祖母でパリやワルシャワ社交界の美貌の伯爵夫人マリア・カレルギス（カレルギー家）が芸術のパトロンヌであった。マリア・カレルギスはフレデリック・ショパン、フランツ・リスト、リヒャルト・ワーグナーらと親交を結んだ。
ヒトラーはオーストリア＝ハンガリー帝国における美術教育の最高機関ウィーン美術アカデミー（ウィーン造形美術大学）を2度の受験に失敗して結局入学できず、芸術家として挫折した。リヒャルト・ワーグナーのような反ユダヤ傾向の芸術家を好むヒトラー総統はユダヤ系の芸術家をウィーン美術アカデミーから追放した（「退廃芸術」追放）。クーデンホーフ＝カレルギーの支持者トーマス・マンはナチスによりプロイセン芸術院から追放された。
リヒャルト・クーデンホーフ＝カレルギーの甥でウィーン幻想派の画家ミヒャエル・クーデンホーフ＝カレルギーはウィーン美術アカデミーに入学し、1964年に首席で卒業した。彼の絵筆には若い頃に伯父リヒャルトと語り合った世界観がある。ミヒャエルは、ヒトラーが「コスモな混血野郎」と毛嫌いした伯父リヒャルトの友愛精神を受け継ぎ、伯父の肖像画、欧州や日本や宇宙に及ぶ風景画、その他様々な事象を描く幻想的作風の画家となった。

#### 鹿島建設会長・鹿島守之助との親交

##### 汎アジア構想
日本の外交官永富（鹿島）守之助（1927年に鹿島建設の鹿島一族へ婿入り）は外交官の卵であった1922年にドイツの首都ベルリンに赴任してクーデンホーフ＝カレルギーの「汎ヨーロッパ」の論説に感銘を受けた。永富は在ドイツ大使本多熊太郎の紹介でクーデンホーフ＝カレルギーと知り合うことが出来た。クーデンホーフ＝カレルギーは、世界平和の実現のため、無力な国際連盟の基礎として世界の5大地域が必要と永富に言った。その内ソ連、汎アメリカ、イギリス帝国は既に成立し、ヨーロッパとアジアはまだであるということであった。クーデンホーフ＝カレルギーは永富に「汎アジア」を進言し、汎アジアが成立したら友情のしるしとして汎ヨーロッパ側に必ず要するわけではないオランダ領東インド（インドネシア）を（汎アジア側に）差し上げると言った。永富はクーデンホーフ＝カレルギーに『汎ヨーロッパ』の翻訳を依頼され、1927年に国際連盟協会から日本語版を出版した。この翻訳は1927年「国際連盟協会パンフレット 第70輯」に収録されたが、1926年が初出という話がある。出版を引き受ける出版社を見つけるのは大変であった。
鹿島（永富）は外務省を退官し、汎アジアを提唱して郷里の兵庫から1930年2月の衆議院選挙に出馬したが落選した。それを鹿島から聞いたクーデンホーフ＝カレルギーは、地域の統合・協力は必ず実現するからと鹿島を励ました。
しかしながら鹿島は太平洋戦争が差し迫る1940年頃、アジアに対する考えを「汎アジア」から「大東亜共栄圏」へと変化させ（しかしまた鹿島の後年の回想録では1942年から1943年頃、鹿島は日本が敗戦してアジア諸国の領土を失うと予期していたという）、またクーデンホーフ＝カレルギーの仇敵ヒトラーを支持するという混乱に陥った。さらに鹿島は翼賛体制に加担した。鹿島は第二次世界大戦後、5年8か月の公職追放となった。
鹿島は1957年、クーデンホーフ＝カレルギーの思想に則し、汎アジア構想の具体化のため、国際的平和と安全の研究機関「鹿島研究所」（1966年から財団法人「鹿島平和研究所」）を設立した。1967年、財団から第1回鹿島平和賞がクーデンホーフ＝カレルギーに贈られることになった。その時クーデンホーフ＝カレルギーは、日本が世界平和を担う運命にあり、それは世界唯一の平和主義的な「日本国憲法」がそのようにしていると謝辞で述べた。
鹿島が翻訳・出版したもの等を整理して、鹿島研究所出版会（1963年設立、のち鹿島出版会）から『クーデンホーフ・カレルギー全集』全9巻が1970年から1971年にかけて刊行された。
一生涯、クーデンホーフ＝カレルギーを尊敬し、親交を続けた鹿島は、1973年に生家の庭園に「わが最大の希願は、いつの日にかパンアジアの実現を見ることである 鹿島守之助」と刻まれた碑を建立し、1975年に生涯を終えるまで汎アジアを希求し続けた。建立にあたって鹿島は秘書の幸田初枝 に語ったところでは、「私（鹿島）が生きている間にはパン・アジアは実現しないでしょう。あなた（幸田）は若いから実現を見られるかもしれない」ということであった。

##### 日本の原子力エネルギー政策と福島第一原子力発電所
日本における最初の原子炉となる日本原子力研究所第1号原子炉を建設したのは鹿島建設である。1957年7月に鹿島は北海道開発庁長官の辞任に伴い鹿島建設取締役会長に就任し、1か月後の1957年8月に第1号原子炉は初臨界を成功させた。1956年鹿島建設に設けられた原子力室の初代室長に就任したのは鹿島の娘婿石川六郎であった。鹿島の役員たちは揃って原発への参加に反対していたが、鹿島守之助は原発に熱心であり、鹿島建設は福島第一原子力発電所事故が発生した2011年において日本に54基ある原子炉のうち20基以上を手掛けるまでに至った（廃止等を含めると38基）。鹿島守之助の孫・渥美直紀（鹿島建設役員）は、中曽根康弘の次女・美恵子（NHKアナウンサー）と1974年に結婚した。中曽根康弘は原子力予算提出（第5次吉田内閣）、原子力基本法（第3次鳩山一郎内閣）、第7代原子力委員会委員長（第2次岸内閣）など原子力の導入に関与した。
クーデンホーフ＝カレルギーの来日する前月の1967年9月29日に福島第一原子力発電所1号機の建設は着工した。福島第一原発への鹿島建設の参加には鹿島建設会長で国会議員の鹿島守之助による建設大臣への働きかけがあり、鹿島会長は会社に「赤字でもやれ」と指示した。さらに鹿島守之助は12月に『電気協会雑誌』において、原子力の平和利用により核兵器の製造能力をも有する日本は、中華人民共和国に対抗すべく、技術力、科学力、経済力を絶えず養わなければならないのであると言っている。なお中国は1964年、初の核実験を行っている（「596 (核実験)」参照）。また鹿島守之助は佐藤栄作元首相の核武装論者の変節という批判もある非核三原則による1974年ノーベル平和賞受賞の画策に一役買っている（鹿島は1972年には鳩山一郎夫人の鳩山薫の受賞を働きかけた）。福島第一原発1号機はクーデンホーフ＝カレルギーが存命中の1971年3月26日に運転を開始した。
クーデンホーフ＝カレルギーの友愛精神の継承者たちにより結党された旧・民主党の後身となる民主党は、2011年3月11日にこの発電所が引き起こした史上最悪クラスの原子力事故の最初の対処に、政権与党として取り組むことになった。クーデンホーフ＝カレルギーの友愛精神を継承する鳩山由紀夫は2010年の首相在任時に地球温暖化対策で原子力発電を推進していたが、この事故後、原子力発電反対派に転向した。

#### ベニート・ムッソリーニへの接近
クーデンホーフ＝カレルギーはヒトラーと対立する他方で、ファシズム思想の本家であるイタリア王国の国家ファシスト党ベニート・ムッソリーニ統領（任期1925年-1943年）に対しては接近した。これはムッソリーニが当初、ドイツによるオーストリア併合に反対していたためである。クーデンホーフ＝カレルギーはオーストリア併合を阻止しようとしたが、1937年にイタリアが日本とドイツの防共協定に参加したことにより失敗した（日独伊防共協定）。クーデンホーフ＝カレルギーとムッソリーニとの往復書簡で1923年と1940年に交わされたものは残存している。クーデンホーフ＝カレルギーはムッソリーニのファシズムに親和感情を有する一方、民主主義に対しては悲観していた。しかしながら『自由と人生』においては民主政治確立の主張がある。
クーデンホーフ＝カレルギーとムッソリーニはともに1番目の妻の名が「Ida」である。ムッソリーニは1914年にIda Dalser（イダ・ダルセル、1880年-1937年）と結婚した。
クーデンホーフ＝カレルギーの支持者チャーチルもまたムッソリーニに対する好意的態度を見せたが、EUの父の一人に数えられる反ファシズムのアルチーデ・デ・ガスペリはイタリア国内でムッソリーニと対決し、1927年に逮捕され、釈放後にバチカンを頼り、イタリアのファシズム体制崩壊後はイタリアで外務大臣、首相、大統領を歴任した。
冷戦が終結した後の2000年代において中央ヨーロッパに関する議論が盛んになる中で、「ファシズム」「ナチズム」、またさらにそれらと接点のある「グレイ・ゾーン」、これらヨーロッパ統合の「正史」から外れた地域再編構想に高い関心が集まり始めた。京都大学地域研究統合情報センターの福田宏助教によると、「帝国的支配と貴族主義の要素を持つ」クーデンホーフ＝カレルギーはその地域再編構想において「グレイ・ゾーン」の典型事例である。

#### ドルフース独裁政権への接近
ドイツにおいてナチ党が台頭する頃、オーストリアは独裁者エンゲルベルト・ドルフース首相の政権下にあった。クーデンホーフ＝カレルギーはムッソリーニへの接近同様、オーストリア独立や対ドイツの方策のためにドルフース首相の独裁政権に接近した。クーデンホーフ＝カレルギーの妹エリーザベト（エリーゼ）は、ドルフース首相の秘書を務めていた。妹エリーザベトは、1934年7月25日ドルフース首相がオーストリア・ナチス党員にクーデターで射殺された後、パリへ亡命した。
この独裁政権への接近は、第二次世界大戦後のクーデンホーフ＝カレルギーが支持基盤を縮小する一因になった。多くの政治家との関係の中で、特にドルフース、ムッソリーニ、さらにフランスのシャルル・ド・ゴール らとの関係は、クーデンホーフ＝カレルギーに批判的な人々が彼を「権力者への盲従」と非難するための材料となっている。

#### ヨシフ・スターリンへの批判と冷戦の展開
1932年第3回汎ヨーロッパ会議（スイス・バーゼル）ではヒトラーに対してと同時に、ソビエト連邦の指導者ヨシフ・スターリン（共産党書記長）に対しても反対を表明した。クーデンホーフ＝カレルギーはスターリンの批判をしていたのでソ連に嫌われていた。ソ連との関係はクーデンホーフ＝カレルギーがノーベル平和賞を逃した理由の一つであるという憶測がある。

##### 熱戦から冷戦へ
ヒトラーが死去してからの第二次世界大戦後、スターリンは汎ヨーロッパ運動に反対を表明した。かねてから反・共産主義者として知られていたクーデンホーフ＝カレルギーは、1950年代以降の壮年から老年にかけて反・共産主義の姿勢を強めた。クーデンホーフ＝カレルギーにとってスターリンが生きていることは死んだヒトラー以上に「自由」に対する危険であった。米国亡命中からクーデンホーフ＝カレルギーを支持していた 米大統領ハリー・S・トルーマン（フリーメイソン）は、日本への原子爆弾投下・日本の降伏により第二次大戦が終結すると間もなく「トルーマン・ドクトリン」（1947年）を宣言し、ソ連側（東側諸国）と米国側（西側諸国）の東西冷戦を発展させた。
1953年にスターリンは死去した。ソ連内部においても1956年にフルシチョフによる「スターリン批判」が行われた。クーデンホーフ＝カレルギーの『Totaler Staat Totaler Mensch』（1937年）の英語版を1950年代に読んで共感を覚え、日本語版を発行した日本の政治家鳩山一郎（フリーメイソン）は第3次鳩山一郎内閣で1956年にフルシチョフ、ブルガーニンらとの交渉の末、日ソ共同宣言にこぎ着けた。
東西対立関係はベトナム戦争（1960年-1975年）、キューバ危機（1962年）など依然として続き、米国ジョン・F・ケネディ政権下で押し進められたベトナム戦争ではクーデンホーフ＝カレルギーが『汎ヨーロッパ』（1923年）で懸念を表明していた化学兵器 が使用された（航空機による「枯葉剤」散布）。
クーデンホーフ＝カレルギーの死去後、1980年代後半のソ連指導者ゴルバチョフによるペレストロイカ、チェルノブイリ原発事故（1986年）を受けてのグラスノスチ、分断ドイツにおいて西ベルリンを囲み東西ベルリンを分断したブロック壁の崩壊（ベルリンの壁崩壊: 1989年）と東欧革命を経て、ソ連は崩壊。冷戦は終結した。

##### ロシアに関する地政学
クーデンホーフ＝カレルギーはヨーロッパとロシアの団結はいつの日か実現可能であろうとも考えていた。ただしそれはヨーロッパとアジアがウラル山脈・アルタイ山脈まで拡大したり、ヨーロッパが中国・日本・太平洋まで拡大したりしないならば、という地政学的な条件付きであった。
クーデンホーフ＝カレルギーが汎ヨーロッパ論を展開する中でヨーロッパや祖国オーストリアの復興のために反対していたヴェルサイユ体制（1919年） においては、ロシア（ソ連）は、ヴェルサイユ条約ほか諸講和条約とともに発足した国際連盟へ1934年に加盟した（1939年に連盟から除名）。1945年発足の国際連合（UN）においては、ソ連は最初からの原加盟国であり、安保理常任理事国である。北大西洋条約機構（NATO）においては、2002年に「NATO・ロシア理事会」（NATO20）が設立されたが、21世紀初頭のNATO諸国とロシア連邦の間には未だ溝がある。

#### ノーベル平和賞候補
1930年代のクーデンホーフ＝カレルギーはノーベル平和賞に毎年のように推薦されていたが、国際連盟との関係が重要であったノルウェー政府としては「汎ヨーロッパ」に魅力がなく、ノーベル委員会もクーデンホーフ＝カレルギーをそれほど高く評価していなかったようである。
下記はリヒャルト・クーデンホーフ＝カレルギーがノーベル平和賞の候補になった年と彼を推薦した人物の一覧である。これは、ノーベル賞公式サイトが発表している秘匿期間が既に終わった1901年から1963年までの分である。
- 1931年: エーリヒ・コッホ＝ウェザー、エドヴァルド・ベネシュ、ヨハン・ショーバー
- 1932年: ウォルター・シモンズ、ヨハン・ショーバー、エーリヒ・コッホ＝ウェザー、エミール・ゲオルグ・フォン・スタウス
- 1933年: エーリヒ・コッホ＝ウェザー、クレメンス・ラマース、パウル・レーベ、カール・ハインリヒ・ベッカー
- 1934年: カール・ブロックハウゼン/アルフレッド・フェルドロース、カーレル・ロベルト・プスタ
- 1935年: アルフレッド・フェルドロース、クルト・シュシュニック
- 1937年: カール・ブロックハウゼン、A.オイコノモス（A.Oeconomos、ギリシャの政治家）、クルト・シュシュニック、ピエール・ボードゥアン＝ブニェ
- 1938年: カール・ブロックハウゼン
- 1941年: カーレル・ロベルト・プスタ
- 1946年: アーノルド・ジョン・ザーチャー（Arnold John Zurcher、米国の政治学者）、ヴァルドー・リヴァ、フェルナンド・デ・ロス・リオス
- 1948年: Leon Maccas（ギリシャの政治家）、A.H.W.Hache/Fontanier de Wit/Fokkima（オランダの政治家3人）
- 1949年: アーノルド・ジョン・ザーチャー、ヘール・ボッグス
- 1950年: アーノルド・ジョン・ザーチャー
- 1951年: アーノルド・ジョン・ザーチャー
- 1952年: エーリッヒ・メンデ、ギュンター・セール、コンラッド・フィンク
- 1956年: エーリッヒ・メンデ
- 1958年: ジョセフ・スピース
- 1959年: ガブリエル・ピュオー、ジョセフ・スピース
- 1961年: コンラート・フィンク、ヴィリー・ヘルトナー、ジュゼッペ・カロニーア
- 1963年: ジョセフ・スピース、ヴィリー・ヘルトナー

最晩年の1972年に汎ヨーロッパ運動50周年で欧州統合の功労者ジャン・モネとの共同受賞というシナリオもあったようであるが、クーデンホーフ＝カレルギーは1972年7月に世を去り、また1972年のノーベル平和賞は「受賞者なし」であった。クーデンホーフ＝カレルギーは第二次大戦の頃は華々しい活躍をしたが、晩年は欧州統合の傍流であった。クーデンホーフ＝カレルギーはノーベル平和賞を受賞しなかったが、彼の没後40年、彼の汎ヨーロッパ運動から90年が経過した2012年に欧州連合（EU）はノーベル平和賞を受賞した。
クーデンホーフ＝カレルギーの政敵ヒトラーは1939年に一人の推薦人により一度だけノーベル平和賞への推薦が提出されたが、これは反ファシストのE.G.C.ブラント（ヒトラーの主治医K.ブラントとは別人物）が皮肉で提出したものであり、すぐに提出は撤回したと言われているが、ジョーク説は後付けの言い訳にすぎないという説もある（ノーベル平和賞#選定方式を参照）。

### 著書『自由と人生』に見られる友愛の政治思想

#### 友愛の発現 ： 『自由と人生』を書くに至る友愛精神涵養の本源
汎ヨーロッパ運動主催者であり、また友愛団体フリーメイソンリーの会員であったリヒャルト・クーデンホーフ＝カレルギー伯爵は、「Brüderlichkeit」（ドイツ語。ブリューダーリッヒカイト）すなわち「友愛」を思想として提唱した。そこに至るまでに特に大きな影響を与えたのが、彼の所属していたフリーメイソンのロッジ「人道」である。また彼の回想録によると、彼は学生時代、全寮制のテレジアヌム校においても諸民族の青年たちと一つ屋根の下で友愛精神がある生活を送っていた。彼がフリーメイソンのロッジ「人道」を5年目に辞めた後も彼の周囲にはフリーメイソンがいた。彼は1968年に『友愛の世界革命』（Für die Revolution der Brüderlichkeit）という書籍も出している。
伯爵の著作『自由と人生』（ドイツ語の原題は『Totaler Staat Totaler Mensch（トータラー・スタート トータラー・メンス）』。1937年。題意は「全体国家 全体人間」。）は、文字通り全体主義あるいはファシズムを批判しながら、友愛にもとづく世界を構想した。この書籍は、クーデンホーフ＝カレルギーが汎ヨーロッパ運動によりドイツと対立し、双方が政治的に応酬する中で出版された。ドイツによるオーストリア併合はその翌年の1938年のことであり、クーデンホーフ＝カレルギーはドイツ政府から狙われ国から国へ逃亡した。
各国語に翻訳された本書は日本で元首相鳩山一郎への影響を強く与えた書籍であり、歳月経過後に鳩山が日本語版を書いた（翻訳用テキストは英語版）。

#### 心に革命を：人類全体が同一の神の子になる友愛革命
1935年、クーデンホーフ＝カレルギーは、ファシズムやボルシェビズムが終わるという見通しを立てた。加えて技術進歩により、階級差や貧富の差が無くなり、社会が変容すると宣言した。その社会では個人が確立され、母性による友愛が、社会や国家を築くという。それには、クーデンホーフ＝カレルギーが自己完成を人間の最高の義務と考えているという背景がある。クーデンホーフ＝カレルギーは、自身の描く社会や国家になるには、教育改革により、全人類が兄弟姉妹になり、全人類が同一の「神」の子（「神の子」も参照）にならなければと考えた。そのために必要なのは、友愛という名の、心の革命であるという。
クーデンホーフ＝カレルギーの友愛は、フランス革命の友愛に立脚している。とはいえクーデンホーフ＝カレルギーの友愛主義は、自由と平等の両立であり、フランス革命に対して高く評価していない。クーデンホーフ＝カレルギーによると、「自由、平等、友愛」のためのフランス革命には、自由の革命はあれど平等と友愛の革命はなく、自由と平等は依然対立しているが、誰もが望むような経済的平等は自由と対立しているようでは無価値である。そこで、友愛主義のもと、友愛革命という心の革命が必要となる。さらにクーデンホーフ＝カレルギーは、友愛革命が、各国の国民間および階級間の橋渡しとして、その全ての自由な人間が同胞になる福音であると強調する。心の革命とは暴力や強制ではなく、相互の尊厳を尊重することであり、その権利は人間生来のものであり、その権利はあらゆる制度に優る。

#### レディを守るジェントルマン：友愛社会という理想社会の到来
友愛思想の提唱者クーデンホーフ＝カレルギーは、友愛主義のもと、友愛革命を以って、友愛社会を築くことを目標としていた。クーデンホーフ＝カレルギーが描いた友愛社会は、理想の社会である。その社会はLadyとGentleman（レディとジェントルマン、または淑女と紳士）で構成される。クーデンホーフ＝カレルギーにとってのジェントルマン像は、英国（イギリス）のジェントルマンである。ジェントルマンになるための特別な才能は必要ないとし、ありふれた人間であることが人間的であり、ジェントルマンの理想である。そのジェントルマンは、女性より体の強いものとして、レディを尊敬して守る道徳上の義務がある。

#### 全体主義者・ヒトラーとスターリン：クーデンホーフ＝カレルギーの巨大な政敵
クーデンホーフ＝カレルギーは同時代の政治家アドルフ・ヒトラーと対立し、批判していた。また同時代の政治家ヨシフ・スターリンの批判もしていた。
クーデンホーフ＝カレルギーは、ある同時代の政治家を、卑怯で尊大、うぬぼれた輩（やから）と批判している。クーデンホーフ＝カレルギーによると、クーデンホーフ＝カレルギーの時代の政治は、ある政治家が部分的に手中に収め、その政治家は「大多数の世論の支持を得たものとうぬぼれているような」人物である。そこで政治の世界でもレディとジェントルマンの理想が重要になってくる。この理想が到来すると民主政治が確固たるものとなる。出来ない約束をする政治家がいなくなる。理想社会のジェントルマンに財産や子どもを任せることが出来る。

#### 日本：『自由と人生』を巡って
ナチス・ドイツから逃れ汎ヨーロッパ運動を継続するため、クーデンホーフ＝カレルギーは1940年にポルトガルの首都リスボンでアメリカ合衆国への亡命を図っていた。当時の日本がドイツと協力関係にあったにもかかわらず、ポルトガル公使館米澤菊二館長は亡命の査証手続きに苦労していたクーデンホーフ＝カレルギーを手助けした。クーデンホーフ＝カレルギーはコロンビア大学総長ニコラス・バトラーに電報で打診し、ハル国務長官（一説ではフリーメイソン）の署名入りのビザ発行命令が出されてようやく米国行き航空券の入手に成功した。「ハル・ノート」は、翌年1941年に米国から日本に提案された。
クーデンホーフ＝カレルギーはアメリカ合衆国への亡命を手助けした米澤館長にクーデンホーフ＝カレルギーの著書『自由と人生』の英訳版『The Totalitarian State against Man』（ザ・トータリタリアン・ステート・アゲインスト・マン）をプレゼントした。
ユダヤ差別と闘っていたクーデンホーフ＝カレルギーに反して日本は1936年11月に反ユダヤのナチス・ドイツと防共協定を結び、1938年10月に近衛文麿外務大臣の名で各在外公館長へ訓令『猶太避難民ノ取扱方ニ関スル訓令』（猶太避難民ノ入国ニ関スル件）を発し、この訓令には「ドイツとイタリアとの関係もあり、日中戦争中で余裕もないため、ユダヤ難民の逃亡に手を貸すことは、好ましいことではない、という協議が陸海軍・内務各省とまとまった」という趣旨のことが書いてある。その後、日本政府は「ユダヤ人」抱擁は「原則として避くべき」と言いながらもユダヤ人を他の人々同様に公正に扱い、資本家、技術家等のユダヤ人は積極招致してもよいという『猶太人対策要綱』を1938年12月に決定し、水面下では『猶太人対策要綱』と2か月前の『猶太避難民ノ取扱方ニ関スル訓令』は同一趣旨であると各在外公館長に伝えた（有田外務大臣の訓令）。日本は1940年9月に日独伊三国同盟を締結した。その情勢の中で外交官杉原千畝（リトアニアの日本領事館領事代理）のようにユダヤ系の人々にビザを発給して逃亡を助ける者は一定の覚悟が必要であった。
クーデンホーフ＝カレルギーは元外交官の鹿島守之助と親しく、鹿島は太平洋戦争のさなかにクーデンホーフ＝カレルギーの思想を大東亜共栄圏のプロパガンダにもしていたが、クーデンホーフ＝カレルギーはナチス・ドイツの仇であったうえ妻はユダヤ系で、米澤もまた困難な状況の中でクーデンホーフ＝カレルギーに手を貸した。ユダヤを擁護し、日本で生まれ、全体主義を批判するクーデンホーフ＝カレルギーであったが、彼の故郷日本は皮肉なことにユダヤの聖書『創世記』において2つの都市ソドムとゴモラが裁きを受けたように2つの都市が原子爆弾を落とされるまで全体主義国家の体制が続いた。
『自由と人生』は、第二次世界大戦中において全体主義国家であった日本にとっても非常に都合の悪い書籍であり、翻訳すれば当局から処分が予想されるようなこの書籍の翻訳がようやく出たのは戦後の1952年、翻訳者は戦前に文部大臣として当局側にいた鳩山一郎である。英訳『The Totalitarian State against Man』は1938年にロンドンでF. Muller社から出ていた。
クーデンホーフ＝カレルギーから英訳『The Totalitarian State against Man』をプレゼントされた米澤はジャーナリストの松本重治にその本を貸し、松本は軽井沢の学者サークル仲間の政治学者市村今朝蔵（日本女子大・早大）に貸した。市村は鳩山一郎にその本を日本語に翻訳して出版してもらおうと思い一郎のもとを訪れた。既に第二次世界大戦は終焉し、一郎は公職追放中にあり軽井沢で生活していた。

## 日本との関係

### 皇室
クーデンホーフ＝カレルギーは1967年に訪日した。彼にとってこの訪日は、東京で生まれて以来、71年ぶりの日本への帰郷であった。昭和天皇と香淳皇后に謁見し、皇太子明仁親王と美智子妃も接見した。
クーデンホーフ＝カレルギーは昭和天皇に個人として謁見し、勲一等瑞宝章を授与された。この勲等はナチス時代の代表的なドイツの地政学者カール・ハウスホーファー（勲二等瑞宝章、1936年）より高かった。ハウスホーファーはクーデンホーフ＝カレルギーから「知識と文化の稀有なる人物」と評され、またハウスホーファーは自分の教え子でナチス党の幹部ルドルフ・ヘスをクーデンホーフ＝カレルギーと会わせて、ヘスをナチスからパン・ヨーロッパに鞍替えさせたかった。クーデンホーフ＝カレルギーを日本に招待した関係者のうち鹿島守之助と鳩山薫（鳩山一郎夫人）の2人は1966年に勲一等瑞宝章を受勲した。
以前、クーデンホーフ＝カレルギーは皇太子時代の明仁親王（後の天皇）と1953年にスイスで会っている。明仁親王は、1953年に英国エリザベス2世女王の戴冠式への出席があり、その時に欧州諸国を回る中、スイスでクーデンホーフ＝カレルギーに会い、彼はその時、明仁親王に日本語訳の著書を渡した。

### 汎ヨーロッパへの反応
- 外交官・鹿島建設社長の鹿島守之助はクーデンホーフ＝カレルギーの熱烈な支持者であり、鹿島は『汎ヨーロッパ』の日本語版（国際連盟協会、1926年）の翻訳者である。その翻訳の仲介役であった東京帝国大学の神川彦松教授と東北帝国大学の松原一雄教授（国際法学）は汎ヨーロッパを「モンロー主義のヨーロッパ版」として警戒した[106]。ジャーナリストで法政大学教授（経済学）の高木友三郎はクーデンホーフ＝カレルギーの汎ヨーロッパに感銘を受け、1931年の満州事変勃発後に『東亜モンロー主義の驀進』（1932年）を書いた[106]。1934年に外務省情報部長天羽英二は、日本によるアジア独占の野心がある「東亜モンロー主義」の声明（天羽声明）を非公式談話として発表した[136]。天羽は戦後、公職追放となった。クーデンホーフ＝カレルギーは1931年11月、『Paneuropa』誌に論文「日本のモンロー主義」を発表した[137][138]。この論文は日本語に翻訳された（吉村信成訳、1932年1月）[139]。「モンロー主義」の提唱者ジェームズ・モンローもフリーメイソンである（1775年9月11日入会）[74]。
- 日中戦争（1937年-1945年）の激化後、右翼の重鎮でアジア主義者の頭山満がクーデンホーフ＝カレルギーに興味を持ち、頭山はクーデンホーフ＝カレルギーに「アジア共同体」を提案させるつもりがあった[140]。

### 母・クーデンホーフ＝カレルギー光子

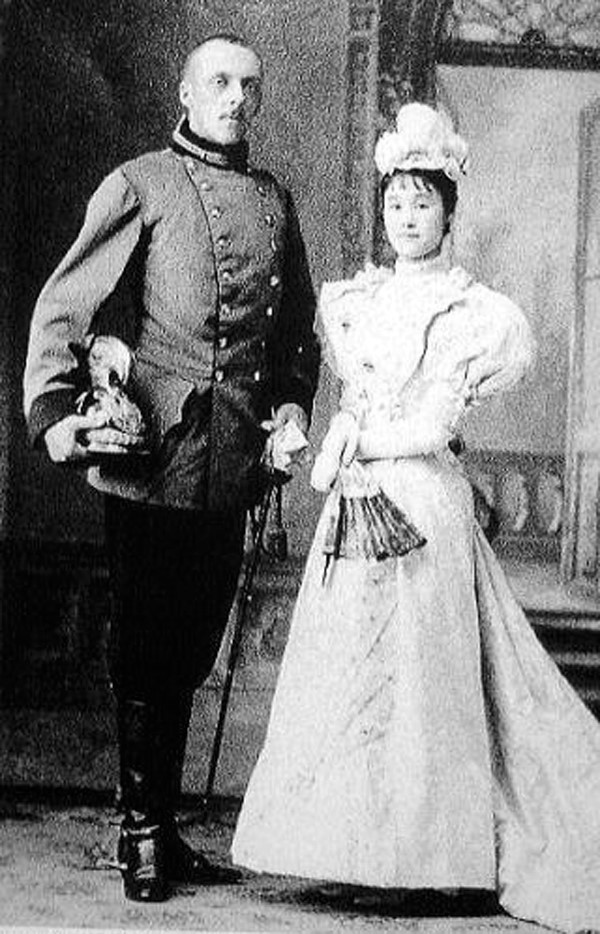
ハインリヒと光子。ハインリヒはドラグーンの軍服をまとい、光子は艶やかなドレス姿で、当時の日本ではドレスはほとんど見られなかった。二人の結婚式の時の写真。

母・光子（みつ）はリヒャルトが幼い頃、『桃太郎』などの日本の童話を読み聞かせた。
1906年に夫のハインリヒが急逝すると光子がクーデンホーフ＝カレルギー家の当主となった。
リヒャルトはウィーン大学に在学中、光子に同行した社交場で俳優のイダ・ローランと知り合ったのであるが、リヒャルトと光子との関係はイダとの結婚で悪化した。光子は日本の古い考えがあり、芸人を蔑視していた。平民とはいえ大地主の商家である青山家に生まれ、伯爵家に嫁ぎ、上流階級として面子があるクーデンホーフ＝カレルギー家の当主・光子は、栄誉ある大女優イダを侮蔑して「河原乞食」と言い表し下流扱いをした。結婚を口にする息子に光子は激怒していた。「名家クーデンホーフ家の御曹司ともあろう者が、相手に事を欠いで、河原乞食風情といっしょになるとは何事か。イダ・ローラン。――ああ、あの魔女と相知った日に呪いあれ!」。光子がそのような侮蔑と呪詛の念をもってリヒャルトを勘当したのはリヒャルトがウィーン大学を卒業する前年の1916年であった。リヒャルトは、イダが欲しがっていたブルク劇場を購入するために財産分与を光子に要求したが、その目的は光子が知るところとなり、この一件もまた光子を激怒させた。
光子はリヒャルトが「汎ヨーロッパ」で脚光を浴びると、汎ヨーロッパ運動には興味がなかったが、この頃にリヒャルトの勘当を解いた。光子はそれでもイダのことは許さず、依然としてイダを侮蔑し、「あの牝狐」呼ばわりしている。
光子もまた、かつて自身がハインリヒと結婚するという時に、外国人と結婚することを望まなかった父母から一時勘当され、後に結婚は承諾された。ハインリヒ側でも、貴族と平民の身分違いもさることながらハインリヒは外交官であるので任地の女性との結婚が許されず、その件でハインリヒはタイ王国の首都バンコクへ転任。この結婚はヨーロッパの外交官としては前代未聞であった だけでなく、ハインリヒの父フランツが反対していた。
光子はハインリヒと結婚して日本を離れる際に昭憲皇太后（明治天皇の皇后）に拝謁し、1931年に高松宮夫妻と謁見した。光子は日本大使館からの庇護を受けていたので、リヒャルトの母であってもナチス・ドイツからの迫害は受けなかった。1925年に脳卒中で倒れ、1941年、2回目の脳卒中により死去。

### 兄・ハンス光太郎クーデンホーフ＝カレルギー
兄のハンス光太郎は1918年に光子からロンスペルクの管理を任された。ハンスはオーストリア皇帝カール1世に請願して1918年4月24日に「von Ronspergheim」（フォン・ロンスペルクハイム）の称号を授けられた。ハンス光太郎は、ロマンチストで変人であった。城に塔のようなものを建設したのはハンスである。ハンスは「Duca di Centigloria」（チェンティグローリア公爵）というイタリア語のペンネームで『Ich fraß die weiße Chinesin』（私は白い中国人を食べた）という人食いがテーマの奇妙な小説を書いた。この小説は『僕は美しいひとを食べた』（大野露井訳、彩流社、2022）として和訳されている。
1943年2月、クーデンホーフ＝カレルギー家の当主ハンスは、米国に逃亡しているパン・ヨーロッパの弟を尻目に、ゲストを自宅に招いてドイツビールとイタリアの薬草入りワインベルモットでカクテルパーティーを開催していた。このパーティーのサプライズでハンスは、パリ（ドイツ占領下）の香水、米国のストッキング、英国の石鹸をスーツケースにカクテル（ミックス）盛りにして、「好きなモノを持って行って」と叫んで、客のレディ（淑女）たちに振舞った。そのレディたちとは、官吏の夫人、高位の公使の令嬢、大使の夫人らであり、彼女らの戦場をハンスは見て楽しんだ。ハンスはリリー・シュタインシュナイダーと離婚した後、女優のウルスラ・グロース（Ursula Grohs）と再婚した。ハンスはナチスへの加担容疑で抑留された。

### 鳩山一郎への影響
日本の政治家鳩山一郎とクーデンホーフ＝カレルギーの関係において、クーデンホーフ＝カレルギーの著書『Totaler Staat Totaler Mensch』（トータラー・スタート トータラー・メンス; 全体国家 全体人間）の日本語翻訳・単行本出版がある。翻訳用テキストは英訳書である『The Totalitarian State against Man』（ザ・トータリタリアン・ステート・アゲインスト・マン）、題意は「人間に敵対する全体主義国家」、英訳者はアンドリュー・マクファディエン。底本として使用した英書から一郎はクーデンホーフ＝カレルギーの友愛思想に影響を受けた。
一郎は政治学者市村今朝蔵から翻訳依頼を受け手渡された英訳書を『自由と人生』と題して翻訳し、日本語訳は1952年に出版された。本書で一郎は、英語の「Fraternity」（フラタニティ）を「友愛」と翻訳した。一郎は友愛思想を日本で提唱、出版の翌年には友愛青年同志会を結成した。クーデンホーフ＝カレルギーは友愛青年同志会名誉会長を務めた。1954年に友愛青年同志会の「友愛の旗」と「友愛の歌」（来拪中翁作詞、渡邉暁雄作曲）が決定し、友愛青年同志会第1回全国大会にはクーデンホーフ＝カレルギーからメッセージが寄せられた。友愛青年同志会はのち日本友愛青年協会（1959年-2011年）、そののちに日本友愛協会（2011年-）となる。友愛の伝道者となった一郎が友愛団体フリーメイソンリーに入会したのは1951年であった。『自由と人生』日本語版は乾元社1953年、洋々社新版1967年が再発行された。

### 鳩山一郎の後継者たち
共立女子学園の校訓「誠実（自己を律することができる）、勤勉（何事にも意欲的に取り組める）、友愛（他人の痛みがわかる）」のうち「友愛」とは、クーデンホーフ＝カレルギーの友愛精神から来ているもので、1967年に共立学園理事長で友愛青年同志会会長の鳩山薫（一郎夫人）がこの校訓を追加した。校名の「共立」から「ともにたつ」と「友達」の掛け言葉で名付けられた文集『ともだち』にも友愛を理念に教育に挑んだ魂が込もっていると渡辺眞人校長は考えている。
一郎・薫夫妻の息子鳩山威一郎（友愛青年同志会3代目会長）とブリヂストン創業一家出身の安子（日本友愛青年協会3代目理事長）との間の三人の子供たち、井上和子（旧姓鳩山、日本友愛協会評議員長）、鳩山由紀夫（日本友愛青年協会4代目理事長）、鳩山邦夫（友愛青年同志会4代目会長）は友愛青年同志会（友愛青年連盟、日本友愛青年協会、日本友愛協会）の役員を務め、さらにクーデンホーフ＝カレルギーを継承するものとして鳩山友愛塾（2008年-）を開催している。
一郎の別邸であった「鳩山荘 松庵」（千葉県館山市）のロビーに飾られている2枚の「友愛」の揮毫はそれぞれ一郎と邦夫のものである。
一郎の孫鳩山由紀夫の「友愛」思想も祖父一郎を介してクーデンホーフ＝カレルギーの思想から影響を受けている。日本の総理大臣になった由紀夫は「日本オーストリア交流年」の2009年に行われた日・オーストリア首脳会談の際、一郎訳の日本語版『自由と人生』をオーストリア連邦大統領ハインツ・フィッシャーに手渡した。
2012年、由紀夫はクーデンホーフ＝カレルギーらが提唱した世界連邦運動の日本における超党派議員の国会組織「世界連邦日本国会委員会」の会長に就任した。
由紀夫は脳科学者茂木健一郎教授 らとともに「友愛研究会」（2013年-） を開催している。由紀夫の政策には「東アジア共同体」がある。由紀夫は一般財団法人東アジア共同体研究所（2013年-）を主宰し理事長を務め、鳩山幸、孫崎享、橋本大二郎、高野孟らが役員として参加し、茂木健一郎教授は東アジア共同体研究所の事業「世界友愛フォーラム」代表幹事に就任している。東アジア共同体研究所はクーデンホーフ＝カレルギーのドイツ語著書『パン・ヨーロッパ』（1923年）のモットー を英語で掲げ（“Every great historical happening began as a utopia and ended as a reality.”）、それは政治的に改変がある米国版『Pan-Europe』（1926年）において改変された単語（political） を本来のドイツ語版の通りに直してある（historical）。由紀夫はこのモットーを直した状態で英語の講演で紹介もしている。
由紀夫は公式サイトのプロフィールで座右の銘は「友愛」を挙げ、尊敬する人物はリヒャルト・クーデンホーフ＝カレルギーではなく、ジョン・F・ケネディを挙げていた。

### 日本への帰郷
1967年10月30日には、日本の鹿島平和財団から第1回「鹿島平和賞」を贈られた。その授賞式や報道関係の取材に協力するため、鹿島平和財団、NHK、友愛青年同志会の三者の招待で10月26日から11月8日にかけて夫婦で訪日した（リヒャルトの姪バルバラも同行）。天皇家への謁見と勲章の受勲、各界の指導者と会見、数回の講演等も行った。71年ぶりに日本へ戻った彼の動向はテレビ、ラジオ、新聞、雑誌などにより日本国民に伝えられた。翌1968年、鹿島守之助による日本語訳の著書『美の国 日本への帰郷』が鹿島研究所出版会で刊行された。この頃、鳩山一郎の長男威一郎は大蔵省主計局に勤務し、威一郎の長男由紀夫は東京大学を卒業した（1969年）。
2回目の訪日は1970年10月6日から10月28日にかけてであった。この訪日は創価学会の全面的な支援による招待となり、創価学園東京キャンパス、建設中の創価大学などを訪問したのち、創価学会の池田大作会長（当時、後に名誉会長）とも会見した。クーデンホーフ＝カレルギー離日後の日本は、およそ1か月経過したのちの11月25日、元大蔵官僚・戦後日本の大作家でトーマス・マン等を敬愛していた三島由紀夫 が1968年に結成した楯の会会員を引き連れ（同1968年『わが友ヒットラー』発表）、楯の会の「父でもあり、兄でもある」自衛隊（散布「檄」から）の市ヶ谷駐とん地において自衛隊員に向けてクーデターを呼びかけるが空転に終わり、そうかと分かった三島が割腹自殺を遂げて絶命するという空前の出来事に直面した（三島事件）。

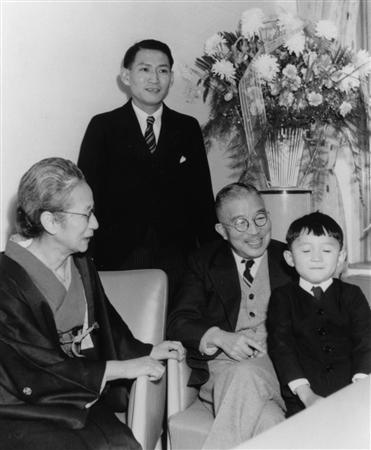
鳩山一郎・薫夫妻、息子・鳩山威一郎、孫・鳩山由紀夫。
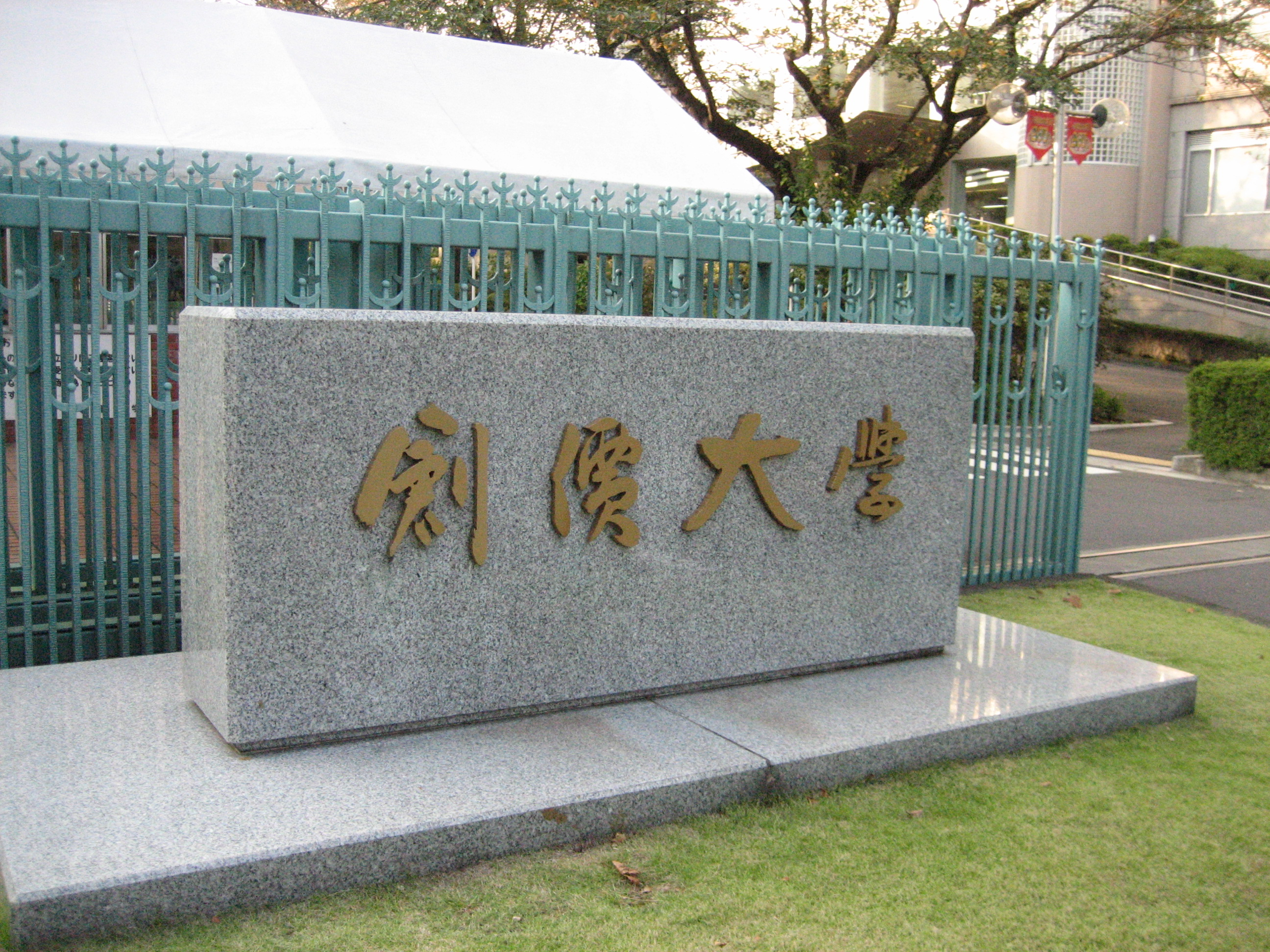
創価大学。東京。
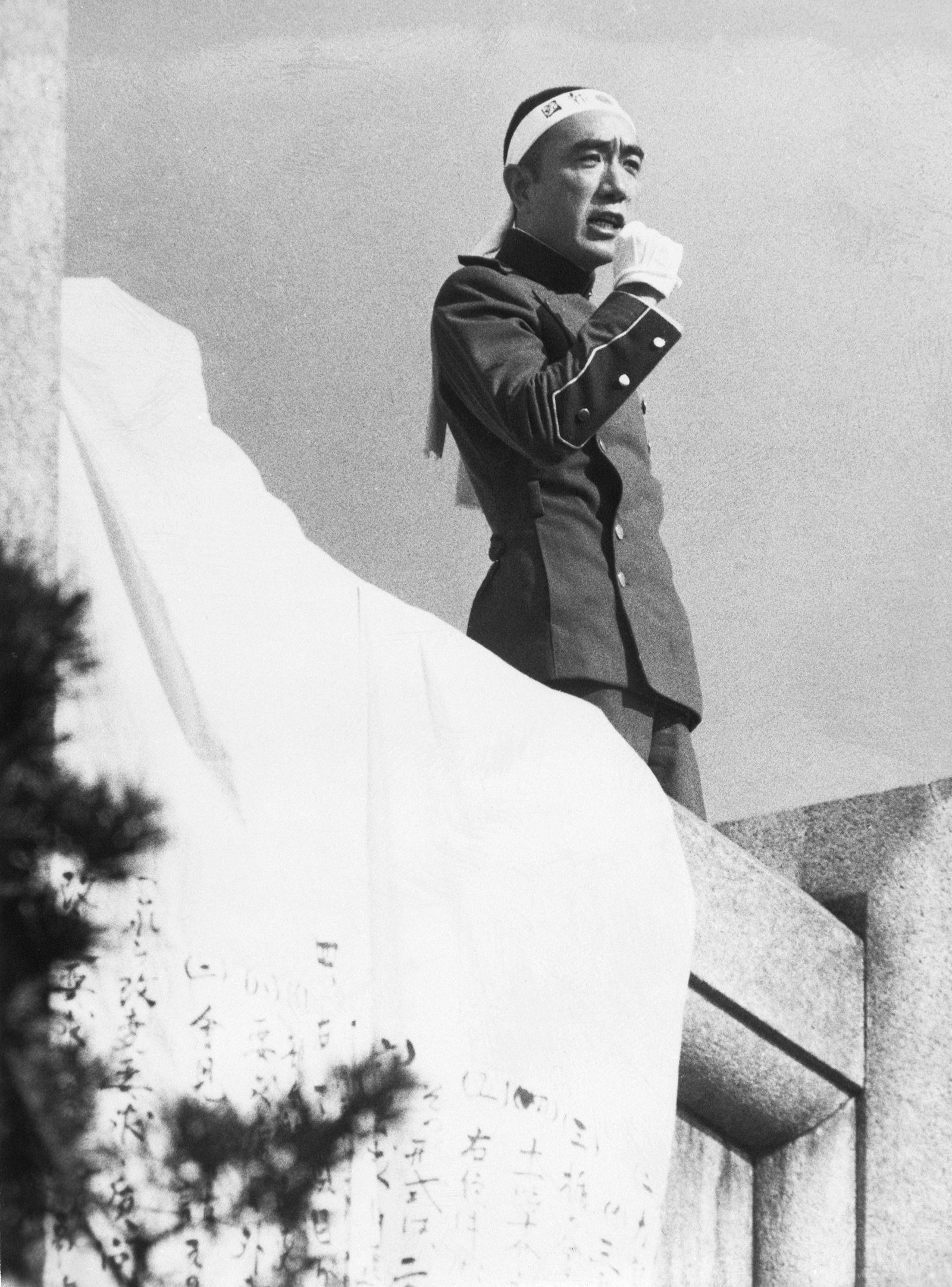
三島由紀夫によるデザインに基づきドゴールの軍服デザイナーが製作した楯の会軍服をまとい最後の演説をする三島由紀夫の様子。

### NHK会長・前田義徳
1964年、アジア太平洋地域の放送関係団体からなるアジア太平洋放送連合は、第10代NHK会長前田義徳が学生時代に読んだ『汎ヨーロッパ』のイメージが元で設立された。前田は鹿島守之助、鳩山薫とともに、クーデンホーフ＝カレルギーを日本に招待した（1967年10月26日-11月8日）。
NHKはリヒャルト・クーデンホーフ＝カレルギーが死去した翌年の1973年に、母・光子（役: 吉永小百合）と次男リヒャルトの伝記を『テレビ開局20周年記念 ― 海外取材特別番組 国境のない伝記 ― クーデンホーフ家の人びと』としてTV放映した（3月7-28日: 第1回「牛込区納戸町」、第2回「ボヘミアの城」、第3回「実説・カサブランカ」、第4回「ECとウィーンの墓」）。この番組は、前田会長がNHKプロデューサー吉田直哉に依頼したものである。前田は同1973年7月16日に会長職を退いた。これは前田の会長続投が阻止されたのであり、前田を社会党寄りの人物と見なしていた当時の首相田中角栄による人事介入であったと後年のNHK会長島桂次が自著『シマゲジ風雲録: 放送と権力・40年』（文藝春秋、1995年）で明かした。1976年、奇しくも田中はクーデンホーフ＝カレルギーの命日7月27日にロッキード事件で逮捕された。
前田が1983年に死去後の1987年、再び吉田直哉の演出、吉永小百合の主演、さらに今回は松本清張が共同取材をして『NHK特集 ミツコ 二つの世紀末』が放送された（松本はその取材でNHK出版から『暗い血の旋舞』発表）。これは2002年に再放送された（吉田は1990年にNHKを定年退職）。クーデンホーフ＝カレルギー没後30年のこの頃、友愛の鳩山由紀夫を党代表にする民主党が、新進党の合流や2000年衆院総選挙等により野党第1党になっていた。

### 創価学会会長・池田大作

#### 対話

創価学会の三色旗。1988年に池田大作名誉会長が提案した。青＝平和、黄＝栄光、赤＝勝利。

クーデンホーフ＝カレルギーの晩年、世界は東西冷戦下にあった。クーデンホーフ＝カレルギーは世界平和の実現のため、仏教に、創価学会に希望を抱き、1967年の訪日（帰郷）では創価学会の池田大作会長との会見を強く求めた。鹿島、NHK、友愛青年同志会の関係者一同は創価学会への接触には反対していたが、クーデンホーフ＝カレルギーはそれには構うことなく、1967年10月30日に会談を実現した。クーデンホーフ＝カレルギーは自分より30歳以上若い池田会長を好人物・知性ある人物として高く評価した。クーデンホーフ＝カレルギーは池田会長が日本国外の知識人・要人と対談した初めての相手となった。クーデンホーフ＝カレルギー著『美の国 日本への帰郷』（1968年、鹿島研究所出版会）には池田に関する言及もある。
会見は1970年の東京都においても行われ、延べ十数時間の対談となり、クーデンホーフ＝カレルギーが語った日本が成すべき世界平和実現・新たな太平洋文明の発展・平和思想としての仏教の発信、それらの考えは池田に印象を残した。
1971年、『産経新聞』にクーデンホーフ＝カレルギーと池田会長の対談が連載され、対話集『文明・西と東』として1972年に刊行されている。
創価学会系の出版社潮出版社は1971年1月にR・クーデンホーフ＝カレルギー講演集『大陸日本』を刊行した。『大陸日本』には「日本は西欧の正式な従兄（いとこ）」という発言がある。2002年から日本に在住している甥っ子のミヒャエル画伯によると、リヒャルト伯父は「最高のヨーロッピアンは日本人だ」と言っていた。ミヒャエルは池田会長が設立した東京富士美術館と交流がある。
潮出版社はまた1971年6月に北野英明著の漫画『カレルギー伯』（全1巻）を刊行した。この漫画はリヒャルトの青年期までの伝記である。

#### 創価歓喜の凱歌
クーデンホーフ＝カレルギーの提案によりベートーヴェンの『歓喜の歌』は『欧州の歌』になった。創価学会にはベートーヴェンの『歓喜の歌』の旋律に創価合唱団・指揮者の服部洋一が作詞した歌詞が付いた学会歌『創価歓喜の凱歌』（『創価歓喜の歌』『よろこびのうた』）がある。
1990年、クーデンホーフ＝カレルギーの誕生日にも当たる11月16日に開催された創価学会の第35回本部幹部会における池田名誉会長のスピーチに関する日蓮正宗と創価学会の問答は、翌1991年11月に日蓮正宗が創価学会を破門（魂の独立）にする一因となり、このスピーチにおいて池田名誉会長が提案したベートーヴェン『歓喜の歌』合唱に日蓮正宗側が異が唱えた。創価学会は1991年の破門に続き、1990年代以降にドイツやフランスなどでセクト（カルト）の指定を受けた団体になった（フランスでは2007年に団体名を改称）。
ヨーロッパ創価学会（欧州SGI）は「欧州は一つ、先生と共に!」（One Europe with Sensei!）をスローガンにし、「One Europe with Sensei!」の歌も作られている。2011年10月にローマで行われた欧州SGI広布50周年記念総会のフィナーレはベートーヴェンの「歓喜の歌」を全員で合唱した。

#### オーストリア共和国の勲章
池田名誉会長が1992年にオーストリア共和国から受勲した科学・芸術名誉十字章勲一等（Österreichisches Ehrenkreuz für Wissenschaft u. Kunst I. Klasse）は、リヒャルトと異種の勲章で、リヒャルトの甥ミヒャエルと同種の勲章である。

### 評論家・寺島実郎
評論家寺島実郎は人生において欧州統合の進展を目撃しながら欧州と縁を深め、常時クーデンホーフ＝カレルギーのことが頭にあり、思想による世界征服というものに思いを馳せてきた。鹿島守之助訳『汎ヨーロッパ』日本語版が出た1926年というのは、これからヒトラーがますます存在感を強める時期であり、この書物は日本があらぬ方向へ進む何かの誤解を生ぜしめることもあったであろうことを熟年の評論家になった寺島は想像する。
寺島が高校1年生であった1963年、高校生には高価であったクーデンホーフ＝カレルギーの書籍を譲ってもらおうと思い、鹿島守之助に手紙を書き、豊富なクーデンホーフ＝カレルギー関連書籍を寺島に送ったのは鹿島守之助の秘書・幸田初枝である。高校生の寺島に譲られた書籍は寺島文庫「欧州の棚」に配架してある。
寺島が新潮社の月刊誌『フォーサイト』に寄稿していた連載「一九〇〇年への旅」における1998年8月号に掲載分の記事「欧州統合の母、クーデンホーフ・光子」（pp.58-60）の中で、息子のリヒャルトに関する言及が見られる。この8月号の記事は寺島の書籍『一九〇〇年への旅 あるいは、道に迷わば年輪を見よ』（新潮社、2000年2月）に収録された。
寺島は鳩山由紀夫首相のブレーン（相談・指南役）を務めた。

### 後世の出来事

#### 国際交流、生誕記念等
- 2002年、日本と欧州連合（EU）の首脳協議により、2005年に「日・EU市民交流年」として日本とEU諸国において様々な催しが行われることになった[186]。その頃の出来事として、2003年、拡大するヨーロッパと日本の将来を考えるシンポジウム「ヨーロッパ統合への道 リヒャルト・クーデンホーフ=カレルギーのパン・ヨーロッパ構想からアテネ条約まで」が日本で開催され、リヒャルトの姪（ミヒャエルの姉）でジャーナリストのバルバラが参加した[187]。また2004年には日本でリヒャルトの展示会が開催され[129]、2005年の「日・EU市民交流年」にあたってはチェコでプラハ・アーヘン・クラブとチェコ日本協会の共催により「クーデンホフ・カレルギー家の人々」の講義が実施された[188]。
- 2010年3月、リヒャルト・クーデンホーフ＝カレルギー生誕115周年記念の国際アジア・シンポジウムが国際アジア共同体学会（ISAC）と青山学院大学総合研究所で共催され、甥のミヒャエルが開会で挨拶をした[189]。
- 元農林水産大臣（小泉内閣）武部勤は政界引退後の2013年6月、一般財団法人東亜総研を設立した。この財団は、武部が青年時代に読んで感動したクーデンホーフ＝カレルギーの著書における人々の平和な共存の理想と同様にして「協和の精神」に則り[190]、東アジアの地域の安定、世界の平和と繁栄に貢献することが目的である[191]。
- 日本銀行副総裁中曽宏が言うには、欧州統合の歴史上、ある不思議な縁による日本と欧州の「人的つながり」 がありそれはすなわちリヒャルト・クーデンホーフ＝カレルギーのことであるが、中曽はクーデンホーフ＝カレルギーの著作をいくつか読み、それらから中曽は、第一次世界大戦を目の当たりにしたクーデンホーフ＝カレルギーは欧州再興、恒久的平和等のために「汎ヨーロッパ主義」を提唱したのであろうと読み取った[192]。

#### 京都
- 京都では京都市立南大内小学校がロンスペルク城のあるチェコ共和国ポベゾビチェ（チェコ語: Poběžovice、ドイツ語: Ronsperg）のポベゾビチェ小学校と2011年度から国際学校間交流を開始した[193][194]。第二次大戦で荒廃したロンスペルク城は日本からの募金で2011年においても復旧作業が続いている[195]。2012年、国際日本文化研究センターは京都市でリヒャルト・クーデンホーフ＝カレルギーと日本をテーマにしたフォーラムを開催した[196]。
- 2013年において、「日本人の母を持つことから我が国ではクーデンホーフ＝カレルギー伯爵の汎ヨーロッパ運動が有名です。」、このように言及したのは京都大学地域研究統合情報センターの助教・福田宏である[197]。
- 京都府京田辺市の社団法人桧垣バレエ団は、1998年から母・光子クーデンホーフ＝カレルギーが主役の創作バレエ『MITSUKO』を上演している。2004年度文化庁芸術祭大賞（関西参加公演の部）を受賞した[198]。2011年『MITSUKO』海外公演は日独150周年公式事業としてドイツのハレ・オペラハウスで行われ[199]、好評を博した[198]。1998年は日本芸術文化振興基金助成事業として。2004年は舞台芸術振興事業として。2014年は光子生誕140年記念、文化庁国際交流支援事業、オーストリア[200]。

#### 国会における言及
国会において言及されることもある。
- 自民党衆議院議員中川昭一による言及。中川昭一が言及した2003年時点において、国民の大多数がイスラム教徒のトルコは欧州評議会加盟国であるがEU加盟国ではなく、加盟候補国である。

| 「 | ... 欧州は、基本的には、大ざっぱに言って一つの共通の価値観がある、これはキリスト教の価値観であります。それから、生活レベルも、少なくとも欧州の今のEU十五カ国の中には貧困も餓死も宗教的、民族的対立もない。これは、過去百年のクーデンホーフ・カレルギー以来の努力が今まさに結実したことだろうと思います ... | 」 |
| —憲法調査会幹事・安全保障及び国際協力等に関する調査小委員長 中川昭一（2003年7月24日第156回国会「憲法調査会」第9号より） | |    |

- 民主党衆議院議員鳩山由紀夫は、第1次安倍内閣における安倍晋三総理が所信表明演説で挙げた「美しい国」の四つの条件（一.「歴史を大切に」、二.「規律を知る、凜とした国」、三.「未来へのエネルギーを持ち続ける」、四.「世界に信頼され、尊敬される国」[202]）に関して、それらの四つを矛盾に満ちていると論じた後、次のように言及した。

| 「                                                                      | ... 私は、総理の「美しい国」から、友愛精神の提唱者であるクーデンホーフ・カレルギー伯爵が一九六八年に書いた「美の国 日本」を連想いたしました。しかし、カレルギー伯の理念は、日本という国は調和を大切にする国だということであり、それを自立と共生の精神に置きかえ、現在の日本の社会をつくり上げていこうと考えているのが私ども小沢民主党であります。 ... | 」 |
| —民主党幹事長 鳩山由紀夫（2006年10月2日第165回国会「本会議」第4号より） | |    |

- 自民党衆議院議員加藤紘一による言及。鳩山由紀夫内閣における鳩山由紀夫総理が掲げる友愛精神に関して。クーデンホーフ＝カレルギーへの言及に先立って、加藤は鳩山に「あなたは、時々、言葉が軽いとかソフトクリームとか言われる」と言った。この「ソフトクリーム」とは、鳩山兄弟らによる1996年の民主党結党時に自民党の中曽根康弘元首相が、民主党や鳩山の友愛（1996年の新語・流行語大賞）に関して、ソフトクリームのように甘く美味だが夏の終わりと共に溶けて無くなるという主旨の評価を下したものである[203][204]。鳩山が2010年に首相を退陣した際にはその中曽根大勲位から、ソフトクリームからアイスキャンディーに成長したところで伸び悩んでいるのでこれからもっと勉強してほしいと箴言もなされた[205]。

| 「                                                                          | ... 友愛の中身 ... カレルギーさんという ... その後のEUの同盟をちゃんとつくり上げた人の精神だというので、何か、どっちかというと外国物なんですね。 ... | 」 |
| —予算委員会理事 加藤紘一（2009年11月2日第173回国会「予算委員会」第2号より） | |    |

- 公明党衆議院議員富田茂之による言及。前国会（11月2日第173回国会）の加藤紘一議員による鳩山由紀夫総理に対する質疑に関して。

| 「                                                                          | ... 最後に、一つだけ総理に御紹介したい文章があります。前国会で、加藤紘一議員と総理の間で友愛について議論があったときに、クーデンホーフ・カレルギー伯のお話が出てきました。昭和四十五年十月に来日されたクーデンホーフ・カレルギー伯の講演を、私、当時高校二年生でしたけれども伺う機会がありまして、そのときの伯の結論は、二十一世紀は太平洋文明の時代だ、西洋から太平洋へ全部移るんだ、そのときに、私たち高校生、中学生に対して講演してくださったんですが、君たちが二十一世紀のこの太平洋文明を担っていくんだというのが結論だったものですから、すごい鮮明に今でもそのときのお話は覚えているんです。そのクーデンホーフ・カレルギー伯が、四十五年に来日された後、四十七年に対談集を日本で出版されました。その中に、もう四十年前に伯はこういうことを言われているんです。民主主義は、今日二つの大きな危機に直面しています。一つは金権政治です。 ... もう一つの危険は、扇動主義です。 ... この二つの指摘を四十年前にクーデンホーフ・カレルギー伯がされたということは物すごいことだと思いますし、この警鐘を我々国会議員は与野党を問わずしっかり受けとめていかなければいけないというふうに思います。 ... | 」 |
| —予算委員会理事 富田茂之（2010年1月25日第174回国会「予算委員会」第4号より） | |    |

## 映画『カサブランカ』、リヒャルト・クーデンホーフ＝カレルギー、フリーメイソンリー

ドイツに抵抗した自由フランスの旗（1940年-1944年）。

フランス領モロッコ（黄緑色の区画）。モロッコの都市カサブランカは大西洋に面する。

### ドイツ抵抗運動指導者・ヴィクトル・ラズロ
クーデンホーフ＝カレルギーは第二次世界大戦下の1942年に公開（1943年一般公開）されたアメリカ映画『カサブランカ』に登場する人物のモデルであると言われている。モデルと言われている人物はポール・ヘンリード（1905年-1992年）が演じた自由フランスのドイツ抵抗運動指導者「ヴィクトル・ラズロ」である。
ナイトクラブ「カフェ・アメリカン」の店主「リック・ブレイン」（ハンフリー・ボガート、本映画の主役）の恋人でヴィクトル・ラズロの妻「イルザ・ラント」役を演じたイングリッド・バーグマン（1915年-1982年）は、世代ではリヒャルト・クーデンホーフ＝カレルギー（1894年-1972年）の妻イダ（1881年-1951年）よりは、娘のエリカ（Erika Coudenhove-Kalergi）に近い（米国渡航時のイダは59歳）。また現実のナチス・ドイツは反ユダヤであると同時に反フリーメイソンリーであった。

### ロレーヌ十字の指輪
カナダのフリーメイソンリー本部（グランドロッジ）によると、男がヴィクトル・ラズロにロレーヌ十字が装飾された指輪を見せて同士であることを証明するシーンがあり（反枢軸国シーン）、しばしばそれは高位階級のフリーメイソンのために用いられる十字と見紛うのであるという。

### 歌合戦：フランス国歌『ラ・マルセイエーズ』

モロッコ（緑色の区画）。

アフリカ大陸北西部のフランス領モロッコにある都市カサブランカは映画製作の当時、ドイツから逃れるためにリスボンから米国へ亡命する経由地となっている港であった（1942年11月のトーチ作戦で米・英・自由フランス軍が制圧するまで、ナチス・ドイツの影響下にあるヴィシー・フランスが支配していた）。
カサブランカにある米国白人リックのナイトクラブ（「カフェ・アメリカン」）は亡命者の溜まり場になっていった。リックのクラブの一角でドイツ軍人たちがドイツ軍歌『ラインの守り』を店内のピアノを弾きながら歌うのに対抗して、ラズローはフランス国歌『ラ・マルセイエーズ』をクラブのバンドに指示してバンド演奏で歌い始め、店内ほぼ総立ちで『ラ・マルセイエーズ』の大合唱となる。ドイツ軍人たちは自分たちの軍歌を止め着席してしまう。
『ラ・マルセイエーズ』は1782年にフランスでフリーメイソンリーに入会したフランス軍人クロード＝ジョゼフ・ルジェ・ド・リール大尉が1792年に作詞作曲をして1795年にフランス国歌となった歌である。

### ワーナー・ブラザース
『カサブランカ』の配給元ワーナー・ブラザースの設立者ワーナー四兄弟のうち三人（長男ハリー、三男サム、四男ジャック）がフリーメイソンであると主張するフリーメイソン・ロッジがニュージーランドにある。三人のメイソンリー入会の年月日は判明していないが、長男ハリーと四男ジャックは映画当時の1942年に存命し、三男サムは1927年に死去している。オーストリア＝ハンガリー帝国出身のハンガリー人マイケル・カーティス監督を米国（ハリウッド）に迎えたのは四男ジャックである。「カサブランカ」製作はワーナー・ブラザース社のワーナー・ブラザース＝ファースト・ナショナル。四男ジャック（ジャック・レオナルド・ワーナー）の息子のジャック・ミルトン・ワーナーはロサンゼルス「Mt. Olive Lodge」のフリーメイソンである（1938年11月30日マスターメイソン昇級）。

### Casa blanca ＝ White house

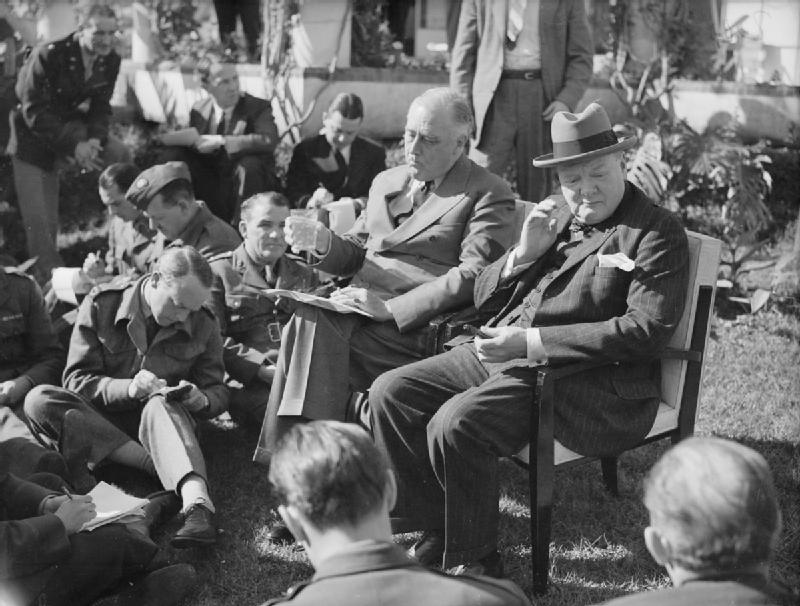
1942年カサブランカ沖海戦を経て連合国が占領したカサブランカで行われた1943年カサブランカ会談。グラスを持つフランクリン・ルーズベルト米大統領(左)と葉巻でニコチンを嗜むチャーチル英首相(右)。映画『カサブランカ』の1943年1月23日一般公開はこの会談に乗じたものである。
この2人とスターリンが行ったヤルタ会談（1945年2月）でソ連がリヒャルトの故郷・日本への攻撃に参戦することになった。

スペイン語「Casablanca」（カサブランカ）とは直接は「白い家」の意味であるが、アメリカ合衆国の「ホワイトハウス」はスペイン語で「Casa Blanca」である。1942年のホワイトハウスの当主フランクリン・ルーズベルト大統領（任期1933年-1945年）はフリーメイソンであり、1911年10月11日にニューヨーク市でフリーメイソンリーに入会した。フランクリン・ルーズベルトはワーナー・ブラザースの長男ハリー・ワーナーと親しい友人であった。映画の題名が「ホワイトハウス」の意であることを踏まえ脚本家のハワード・コッホの著書においては主役のリック・ブレイン（ハンフリー・ボガート）がフランクリン・ルーズベルトに当てはまると考えられている
。
クーデンホーフ＝カレルギーがヴェルサイユ条約に反対した、米国の戦略上「汎ヨーロッパ」は容認できなかった、母親（光子）が米国の敵国日本出身である、など理由は諸説あるが、フランクリン・ルーズベルトはクーデンホーフ＝カレルギーの亡命時に面談を拒否している。
フランクリン・ルーズベルト政権4期目の副大統領でフランクリン・ルーズベルトの次に米大統領を務めたフリーメイソンのハリー・S・トルーマン（1909年2月9日フリーメイソンリー入会）はクーデンホーフ＝カレルギーのヨーロッパ統合論を支持した。
フランクリン・ルーズベルトからの冷遇、トルーマンからの厚遇は、1940年に反ナチス映画『独裁者』を米国で発表したチャップリンとは逆であった。

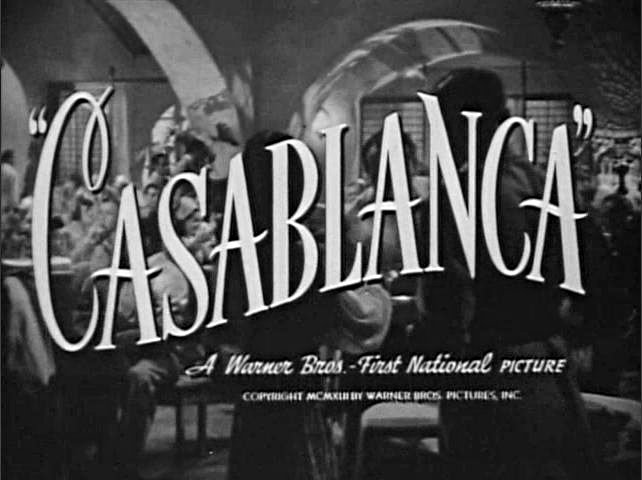
映画『カサブランカ』のトレーラー。1939年以降終生フランス国籍のクーデンホーフ＝カレルギーは手続きに手間取りながら1940年に米国に亡命している[100]。
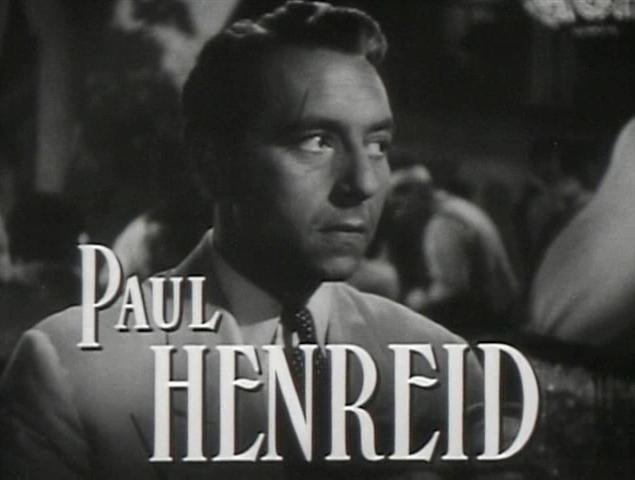
オーストリア＝ハンガリー帝国出身でハリウッドの新人ポール・ヘンリードがヴィクトル・ラズロ役を演じた。
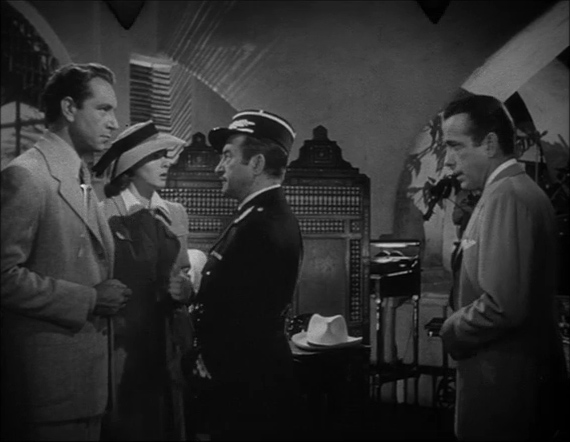
左からヘンリード（ラズロ役）、バーグマン（イルザ役）、レインズ（ルノー署長役）、ボガート（リック役）。映画で3回出てくる一世を風靡した名台詞「Here's looking at you, kid.」（君の瞳に乾杯。）とはリックからイルザへの台詞である。
ロレーヌ十字。この形状の十字が装飾された指輪のシーンがある[208]。

## クーデンホーフ＝カレルギー・ヨーロッパ賞
クーデンホーフ＝カレルギー・ヨーロッパ賞（独: Coudenhove-Kalergi-Europapreis、英: European Prize Coudenhove-Kalergi）は、リヒャルト・クーデンホーフ＝カレルギーを記念して1978年にジュネーヴに設立された「クーデンホーフ＝カレルギー財団」、2008年にウィーンに移転して改名した「ヨーロッパ社会クーデンホーフ＝カレルギー（独: Europa-Gesellschaft Coudenhove-Kalergi、英: European Society Coudenhove-Kalergi、仏: Société Européenne Coudenhove-Kalergi）」により授与される賞である。対象者は欧州統合への顕著な貢献人物。
賞は1978年から始まり、受賞者は第6代ドイツ連邦首相ヘルムート・コール（1990年受賞）、第40代米大統領ロナルド・レーガン（1992年受賞）、第8代ドイツ連邦首相アンゲラ・メルケル（2010年受賞）、初代欧州理事会常任議長ヘルマン・ファン・ロンパウ（2012年受賞）らの人物。

## リヒャルト・クーデンホーフ＝カレルギー由来の事物

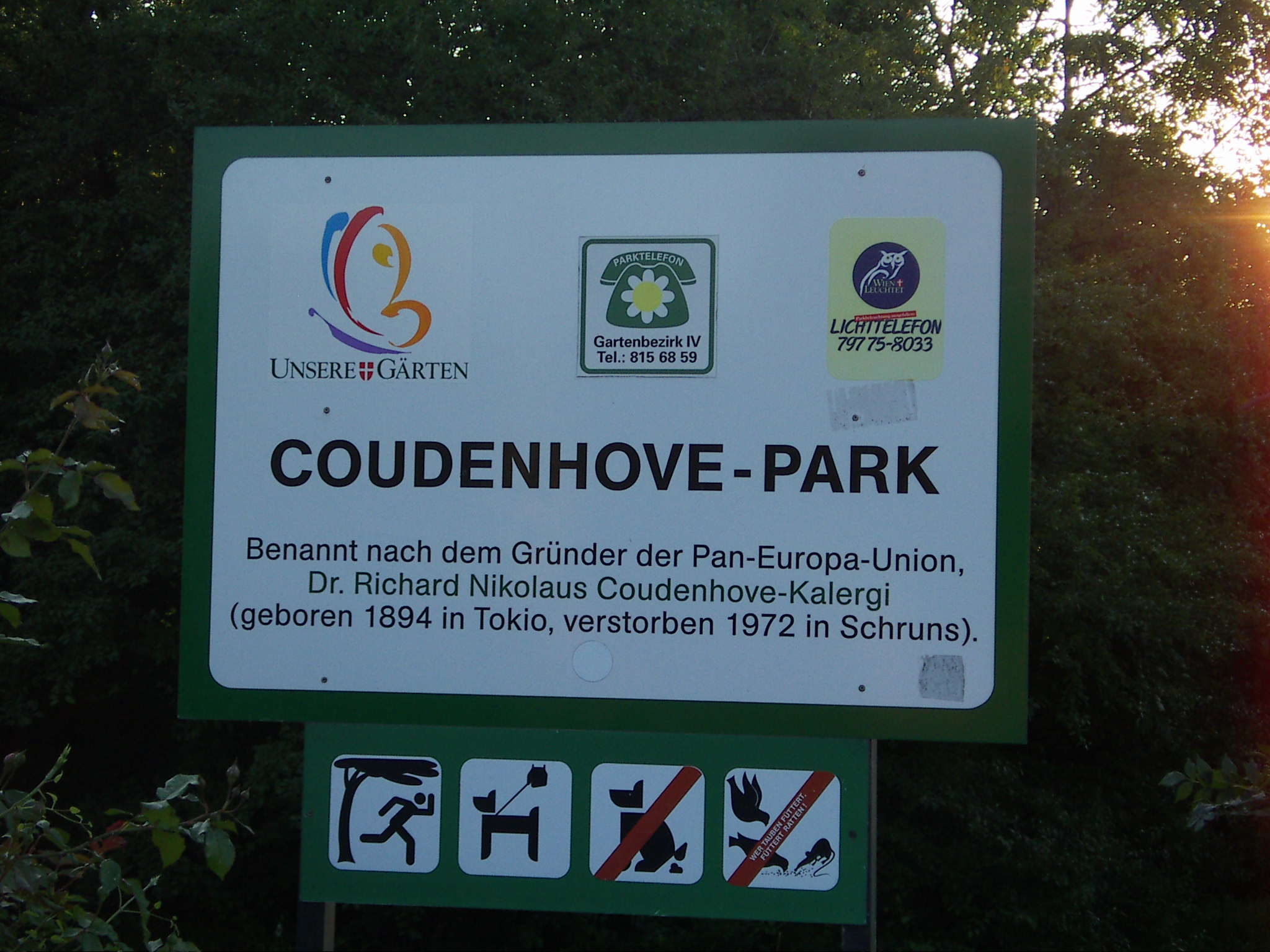
ウィーンのクーデンホーフ公園。
"Benannt nach dem Gründer der Pan-Europa-Union, Dr. Richard Nikolaus Coudenhove-Kalergi (geboren 1894 in Tokio, verstorben 1972 in Schruns)."
"名称の由来は汎ヨーロッパ連合の創設者リヒャルト・ニコラウス・クーデンホーフ＝カレルギー博士（1894年に東京で生まれ、1972年にシュルンスで死去した）。"

- クーデンホーフ公園（Coudenhove-Park） - オーストリア・ウィーン。
- リヒャルト・クーデンホーフ＝カレルギー広場（Place Richard-de-Coudenhove-Kalergi） - パリ16区。
- パン・ヨーロッパ石庭 - ハンガリー・ショプロン。日本庭園。汎ヨーロッパ・ピクニック20周年に、リヒャルト・クーデンホーフ・カレルギー記念石庭として製作。オーストリア・メードリング博物館にある母・光子の石庭と同じ石を使用。
- リヒャルト・クーデンホーフ＝カレルギー記念庭園（クーデンホーフ・リヒャルト記念庭園） - スイス・グシュタート。石庭。2003年。
- パン・ヨーロッパ記念日本庭園（交龍の庭） - ドイツ・フルト・イム・ヴァルト。2001年。
- ヨーロッパ広場クーデンホーフ＝カレルギー（Europa-Platz Coudehove-Kalergi） - オーストリア・クロスターノイブルク。2012年。
- リヒャルト・クーデンホーフ＝カレルギー通り（Rue Richard Coudenhove-Kalergi） - ルクセンブルク大公国。コンラート・アデナウアー通り（Boulevard Konrad Adenauer）とジョン・F・ケネディ通り（Avenue John F. Kennedy）の二本の大きな通りをつなぐ脇道。
- 欧州大学院大学奨励金制度 - 1972年から1973年の奨励金にリヒャルト・クーデンホーフ＝カレルギーの名が使用された。
- クーデンホーフ＝カレルギーの記章（Coudenhove-Kalergi-Plakette） - 記章。
- クーデンホーフ＝カレルギー・ヨーロッパ賞 - 「#クーデンホーフ＝カレルギー・ヨーロッパ賞」を参照。
- アルファベットの世界共通時刻表示（グリニッジ標準時午前1時＝A時、2時＝B時 ... 24時＝X時）[220]。
- ウィーンのハイリゲンクロイツァーホーフにあるシトー会修道院壁面に没後40周年を記念した銘板が飾られている[221]。
- 母校テレジアヌムには2013年4月2日からクーデンホーフ＝カレルギーの銘板が飾られている[222]。
- 日本大学はクーデンホーフ＝カレルギーに大学扉の銅板に記載する言葉を依頼し、クーデンホーフ＝カレルギーの言葉は「友よ認識の示す悲観思想を、意思の示す楽観思想によって征服したまえ」（Überwindet, meine Freude den Pessimismus der Erkenntnis durch den Optimismus des Willens）、このように銘記された[9]。クーデンホーフ＝カレルギーは日本大学からDr. h. c.を授与された[223]。